# Bad Hersfeld
Die Festspiel- und Kurstadt Bad Hersfeld (bis 1949 Hersfeld) ist die Kreisstadt des Landkreises Hersfeld-Rotenburg im Nordosten von Hessen.
Überregional ist Bad Hersfeld vor allem durch die seit 1951 alljährlich stattfindenden Bad Hersfelder Festspiele in der Stiftsruine bekannt. Die Stiftsruine gilt als die größte romanische Kirchenruine Europas. Die Geschichte der Stadt Bad Hersfeld reicht zurück bis ins 8. Jahrhundert.

## Geographie

### Geographische Lage

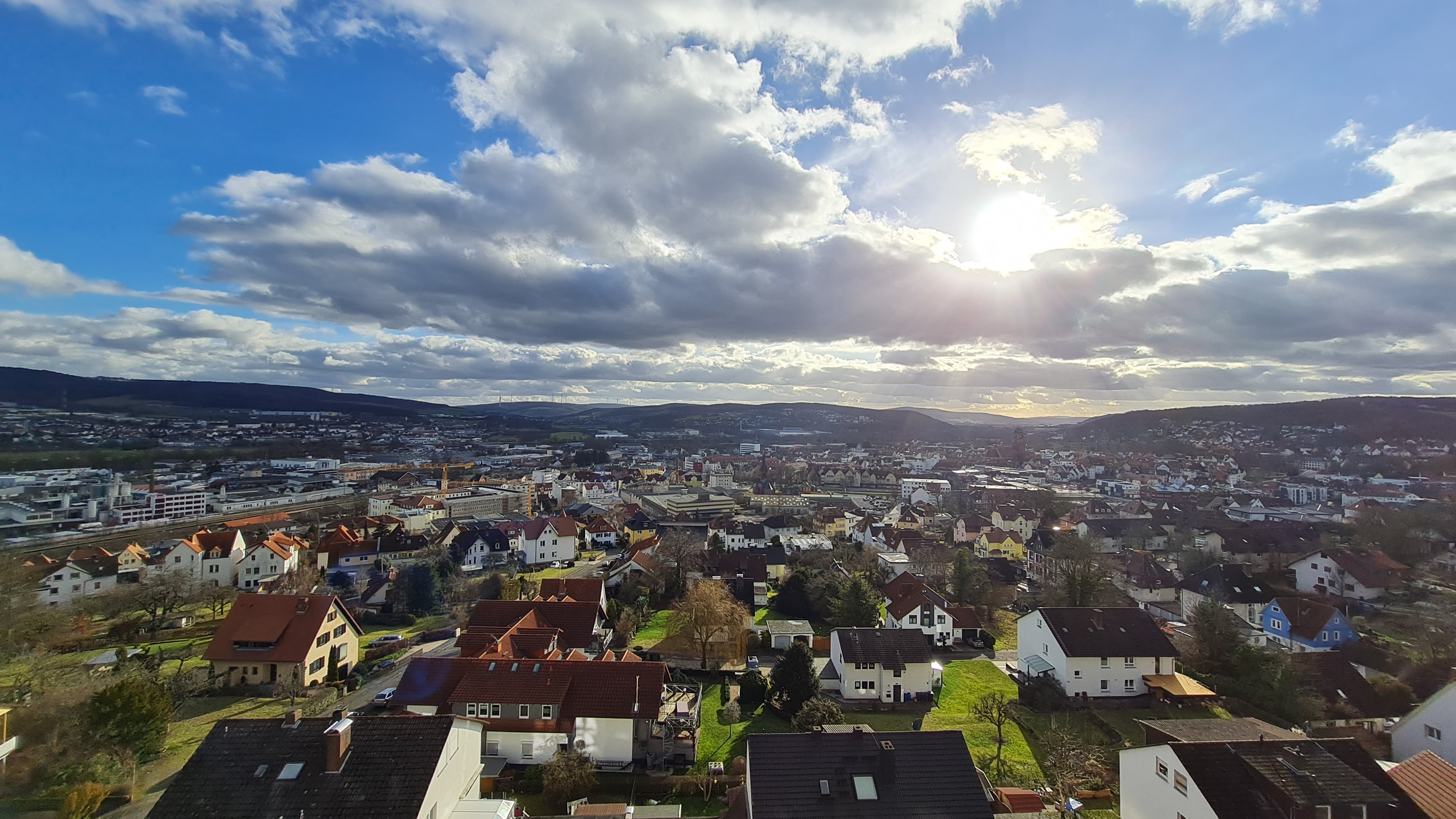
Die Sicht auf die Stadt vom Klinikum aus.

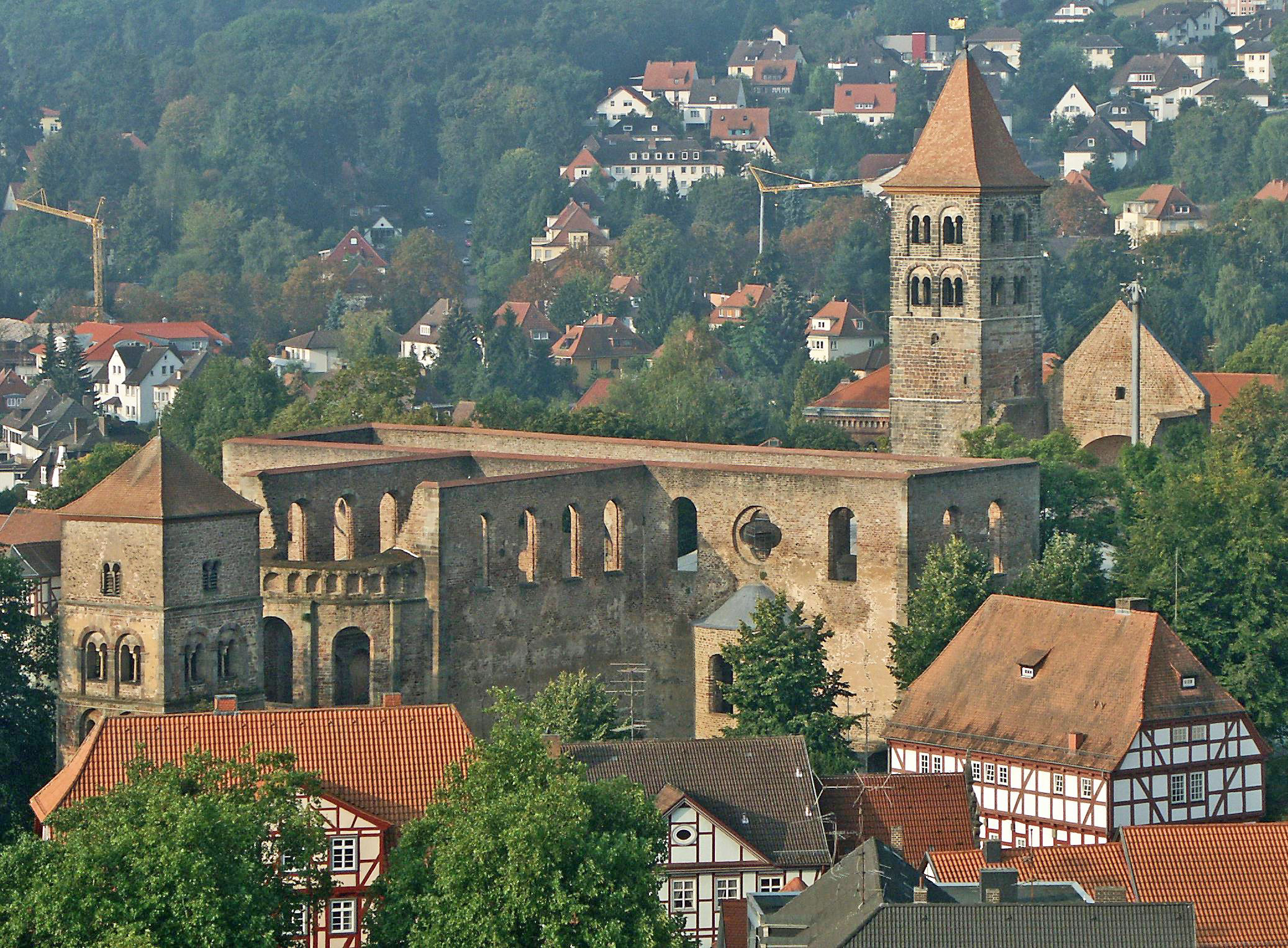
Ansicht der Stiftsruine vom Turm der Stadtkirche

Die Stadt liegt in der Hersfelder Senke, die durch den Zusammenfluss der Fulda und der Haune gebildet wird. Die Innenstadt liegt am linken Ufer der Fulda. Im Stadtgebiet mündet der Geisbach und unmittelbar unterhalb der Stadt am rechten Ufer die Solz in die Fulda. Im Südwesten liegt das Vogelsberggebiet, im Nordwesten das Knüllgebirge und im Nordosten der Seulingswald. Der tiefste Punkt liegt mit 195 m ü. NN im Mündungsbereich der Solz in die Fulda. Der höchste Punkt in der Stadtgemarkung ist der 408 m ü. NN hohe Laxberg (Knüllgebirge). Die Stadt wird je nach Definition zu Nordhessen oder zu Osthessen gezählt. Die nächsten größeren Städte sind Kassel 52 km nördlich, Gießen 79 km südwestlich, Fulda 36 km südlich und Eisenach 45 km östlich von Bad Hersfeld. Durch Bad Hersfeld führt die Deutsche Fachwerkstraße.

### Geologie

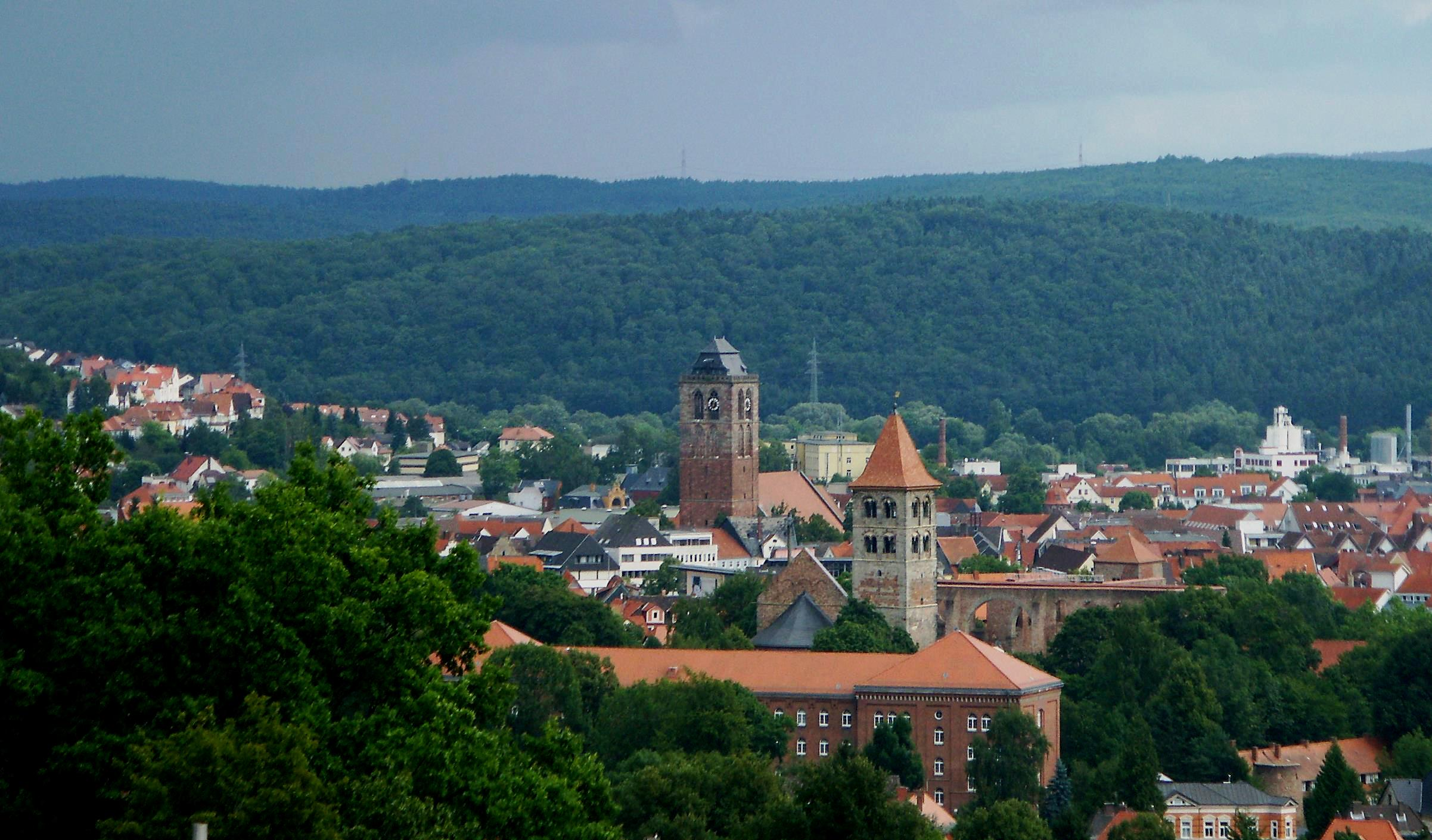
Blick über die Altstadt von Bad Hersfeld

Die Altstadt liegt auf einem alluvialen bzw. fluviatilen Schwemmkegel aus Kiesen und Geröllen, die zwischen Fulda und Geisbach angeschwemmt wurden. Auch im Talboden der Fulda liegen Kiese und Gerölle aus dem Holozän, die meist alluvialen Ursprungs sind. Sie sind von Löss und Lehmschichten durchzogen, die pleistozänen Ursprunges sind.
Der größte Bereich der offen zu Tage tretenden Gesteinsschichten gehört in das Erdzeitalter des Mittleren Buntsandsteins (der Buntsandstein ist die Untere Trias). Die Höhenzüge rund um die Stadt werden daher im Wesentlichen durch die Formation der Germanischen Trias gebildet. Aus dieser Formation stammen daher auch größtenteils die bodendeckenden Kiese und Gerölle in den Fluss- und Bachtälern. Im Westen und Osten reicht die Formation des Mittleren Buntsandsteins bis in eine Höhe von etwa 400 m ü. NN, so z. B. auf der die Stellerskuppe (480,5 m ü. NN) oder auf der Haukuppe (446,1 m ü. NN). Im Osten, auf der Wippershainer Höhe, reicht diese Schicht bis in eine Höhe von 440 m ü. NN. Die untere Grenze des Mittleren Buntsandsteins befindet sich bei etwa 110 m ü. NN.
Jüngere Gesteinsschichten der Trias treten im Stadtgebiet nur vereinzelt und kleinflächig zutage. Dazu gehört das Röt (Oberer Buntsandstein), der Quellhorizont vieler kleiner Bäche ist. Die Quellen liegen außerhalb der Stadt. Darüber liegen Unterer und Mittlerer Muschelkalk (der Muschelkalk ist die Mittlere Trias). Diese Schichten sind in einem vom West nach Ost verlaufenden Grabenbruch erhalten, der zwischen 110 und 460 Meter breit und etwa 4600 Meter lang ist. Dieser sogenannte Hersfelder Graben erstreckt sich zwischen Heenes, Wehneberg und dem Gut Oberrode, nördlich der Innenstadt. Der Graben entstand vor etwa 200 Millionen Jahren als sich zuerst der Graben öffnete und die damals noch nicht erodierten Kalkschichten einbrachen. Später schob sich der Graben wieder etwas zusammen, sodass sich die Kalkschichten verfalteten. Dieser Kalk wurde zum Teil bis in die 1960er Jahre in Kalkobes, Heenes und Oberrode abgebaut und in Kalkbrennöfen zu Dünge-, Bau- und Putzkalk verarbeitet. Die jüngsten Gesteinsschichten der Trias, z. B. der Lettenkohlensandstein des Unteren Keuper (der Keuper ist die Obere Trias) – sind in der Region nur noch unter dem Schutz von Lavadecken erhalten, die im Bereich der Stadt aber nicht vorkommen.
Durch Hebung der Landschaft während der Jura- und Kreidezeit sind aus diesen erdgeschichtlichen Perioden keine Gesteinsschichten erhalten. Vulkanische Gesteine aus dem Miozän (jüngeres Tertiär) kommen unter anderem noch auf der Haukuppe vor.
Gesteinsschichten, die hier nicht zu Tage treten, sind der Untere Buntsandstein, der von etwa 90 Meter unter der Stadt (etwa 110 m ü. NN) bis etwa 390 Meter Tiefe reicht. Darunter folgt der Obere und der Untere Zechstein (Oberes Perm). Aus dem Unteren Zechstein werden die zwei Heilquellen der Stadt Bad Hersfeld gespeist. Die Schichten des jüngeren Zechstein werden im Untertagebau ab der 400-Meter-Sohle an der Werra (Heringen, Philippsthal) und an der Fulda (Neuhof bei Fulda) für den Abbau von Kalisalzen genutzt.

### Ausdehnung des Stadtgebiets
Die heutige Innenstadt breitet sich an den Hängen des Tageberges (323,5 m ü. NN), des Frauenberges (310 m ü. NN), des Wehneberges (320 m ü. NN) und des Wendeberges (291 m ü. NN) aus und reicht in die Täler des Meisebaches und des Geisbaches hinein und hat eine Ausdehnung von Südwesten nach Nordosten von etwa 4,5 km. Die Ausdehnung von Nordwesten nach Südosten beträgt etwa 3,5 km.
Die Altstadt im Fuldatal erstreckt sich in ovaler Form mit etwa 960 Metern ost-westlicher und 570 m nord-südlicher Ausdehnung über etwa 40 Hektar; den Verlauf des früheren Stadtgrabens zeichnet heute der um die Altstadt umleitende Stadtring nach.
Die Gemarkung der Stadt hat eine Fläche von 73,83 km². Der größte Teil der Gemarkung nimmt mit 38,91 % die Waldfläche ein (3067 Hektar). Weitere Flächennutzungsdaten nach Größe sortiert sind 2452 Hektar Landwirtschaftsfläche, 972 Hektar Gebäude- und Freifläche, 609 Hektar Verkehrsfläche, 124 Hektar Erholungsfläche, 101 Hektar Wasserfläche und 17 Hektar Betriebsfläche. Weitere 41 Hektar sind unbebaute Flächen die nicht einer der vorgenannten Nutzungsarten zugeordnet werden können.

### Stadtgliederung
Neben der Innenstadt besteht Bad Hersfeld aus den Stadtteilen Allmershausen, Asbach, Beiershausen, Eichhof, Heenes, Hohe Luft, Johannesberg, Kathus, Kohlhausen, Petersberg und Sorga.
Die Gebiete der Innenstadt gelten nicht als eigene Stadtteile. Die Altstadt unterteilt sich in den Stiftsbezirk und die östlich davon gelegene Unterstadt. Dazwischen liegt der älteste Bereich der Altstadt. Zur Innenstadt zählt der westlich des Stiftsbezirkes gelegene Kurbezirk. Weiterhin gibt es Kalkobes (ein Dorf, das schon Anfang des 20. Jahrhunderts eingemeindet wurde), Wehneberg (dieser Ort entstand aus einem Gutshof), Zellersgrund, Oberrode (ein landwirtschaftlicher Betrieb), Hof Hählgans (ebenfalls ein landwirtschaftlicher Betrieb) und Mönches (eine Wüstung, bis 1998 stand dort ein Forsthaus).

### Nachbargemeinden
Im Uhrzeigersinn beginnend im Norden sind das Ludwigsau, Friedewald, Schenklengsfeld, Hauneck, Niederaula, Kirchheim und Neuenstein.

### Klima
Durch seine Lage in Mitteleuropa befindet sich Bad Hersfeld in der warmgemäßigten Klimazone. Das regionale Klima wird durch die geschützte Lage im Fuldatal, mit den umliegenden hessischen und thüringischen Mittelgebirgen bestimmt. Dies führt in Bad Hersfeld zu einer verhältnismäßig hohen Jahresmitteltemperatur von 8,7 °C und einem ziemlich trockenen Klima mit nur 718,1 mm durchschnittlichem Niederschlag im Jahr. Die mittlere Jahressonnenscheindauer liegt bei 1385,4 Stunden. Im langjährigen Mittel hat Bad Hersfeld 34 Sommertage, 86 Frosttage und 22 Eistage pro Jahr.
|                        | Jan  | Feb  | Mär  | Apr  | Mai  | Jun  | Jul  | Aug  | Sep  | Okt  | Nov  | Dez  |   |       |
| Mittl. Temperatur (°C) | −0,1 | 0,8  | 4,0  | 8,0  | 12,8 | 16,1 | 17,6 | 17,0 | 13,6 | 9,2  | 4,2  | 1,1  | ⌀ | 8,7   |
| Mittl. Tagesmax. (°C)  | 2    | 4    | 9    | 13   | 18   | 20   | 23   | 23   | 18   | 13   | 7    | 2    | ⌀ | 12,7  |
| Mittl. Tagesmin. (°C)  | −1   | −1   | 2    | 4    | 8    | 11   | 13   | 13   | 10   | 6    | 2    | 0    | ⌀ | 5,6   |
|                        |      |      |      |      |      |      |      |      |      |      |      |      |   |       |
| Niederschlag (mm)      | 54,1 | 46,2 | 55,6 | 55,0 | 68,9 | 76,8 | 69,6 | 59,4 | 51,1 | 53,1 | 62,9 | 65,5 | Σ | 718,2 |
|                        |      |      |      |      |      |      |      |      |      |      |      |      |   |       |
| Sonnenstunden (h/d)    | 1,27 | 2,19 | 3,37 | 4,78 | 6,20 | 6,06 | 6,43 | 5,94 | 4,35 | 3,12 | 1,38 | 1,09 | ⌀ | 3,9   |
|                        |      |      |      |      |      |      |      |      |      |      |      |      |   |       |
| Regentage (d)          | 17   | 14   | 12   | 14   | 13   | 13   | 15   | 14   | 12   | 14   | 16   | 16   | Σ | 170   |
|                        |      |      |      |      |      |      |      |      |      |      |      |      |   |       |
| Luftfeuchtigkeit (%)   | 84   | 81   | 77   | 72   | 70   | 71   | 71   | 73   | 78   | 82   | 84   | 85   | ⌀ | 77,3  |

| −1 |

| −1 |

| 2 |

| 4 |

| 8 |

| 11 |

| 13 |

| 13 |

| 10 |

| 6 |

| 2 |

| 0 |

| −1 |

| −1 |

| 2 |

| 4 |

| 8 |

| 11 |

| 13 |

| 13 |

| 10 |

| 6 |

| 2 |

| 0 |

Die seit 2008 automatisierte Wetterstation vom Deutschen Wetterdienst in Bad Hersfeld (10542), von der diese Angaben stammen, liegt am nordwestlichen Hang der Wippershainer Höhe, etwa 60 Höhenmeter über der Stadt.

## Geschichte

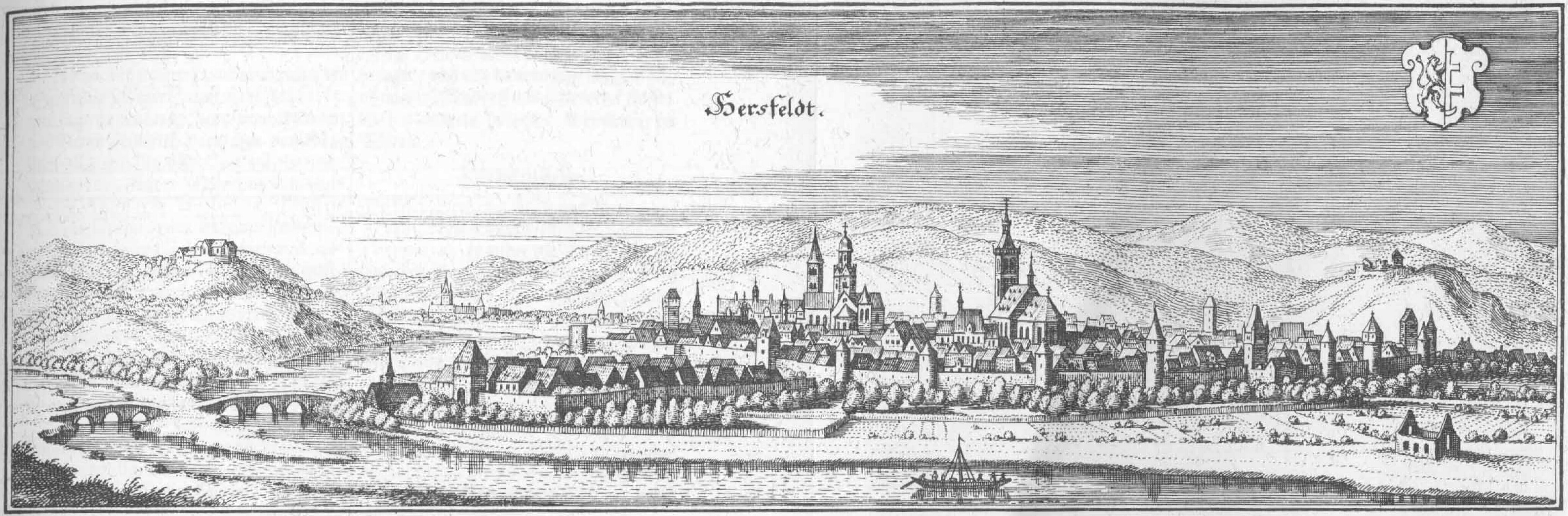
Kupferstich, Hersfeld um 1600, Matthäus Merian, nach einer Federzeichnung von Wilhelm Dilich

### Stadtgeschichte
Laut schriftlicher Überlieferung begann die Geschichte Bad Hersfelds mit dem Mönch Sturmius, der 736 in Haerulfisfelt eine mönchische Einsiedelei errichtete, und mit Lullus, der 769 am selben Ort das Benediktinerkloster Hersfeld gründete. Beide waren Schüler des Missionsbischofs Bonifatius. Ausgrabungen deuten allerdings mit neolithischen Siedlungsspuren um 2000 v. Chr., einem bronzezeitlichen Grab um 1200 v. Chr. und Funden aus der La-Tène-Zeit um 400 v. Chr. auf eine weit frühere Besiedlung im Stadtbereich hin.

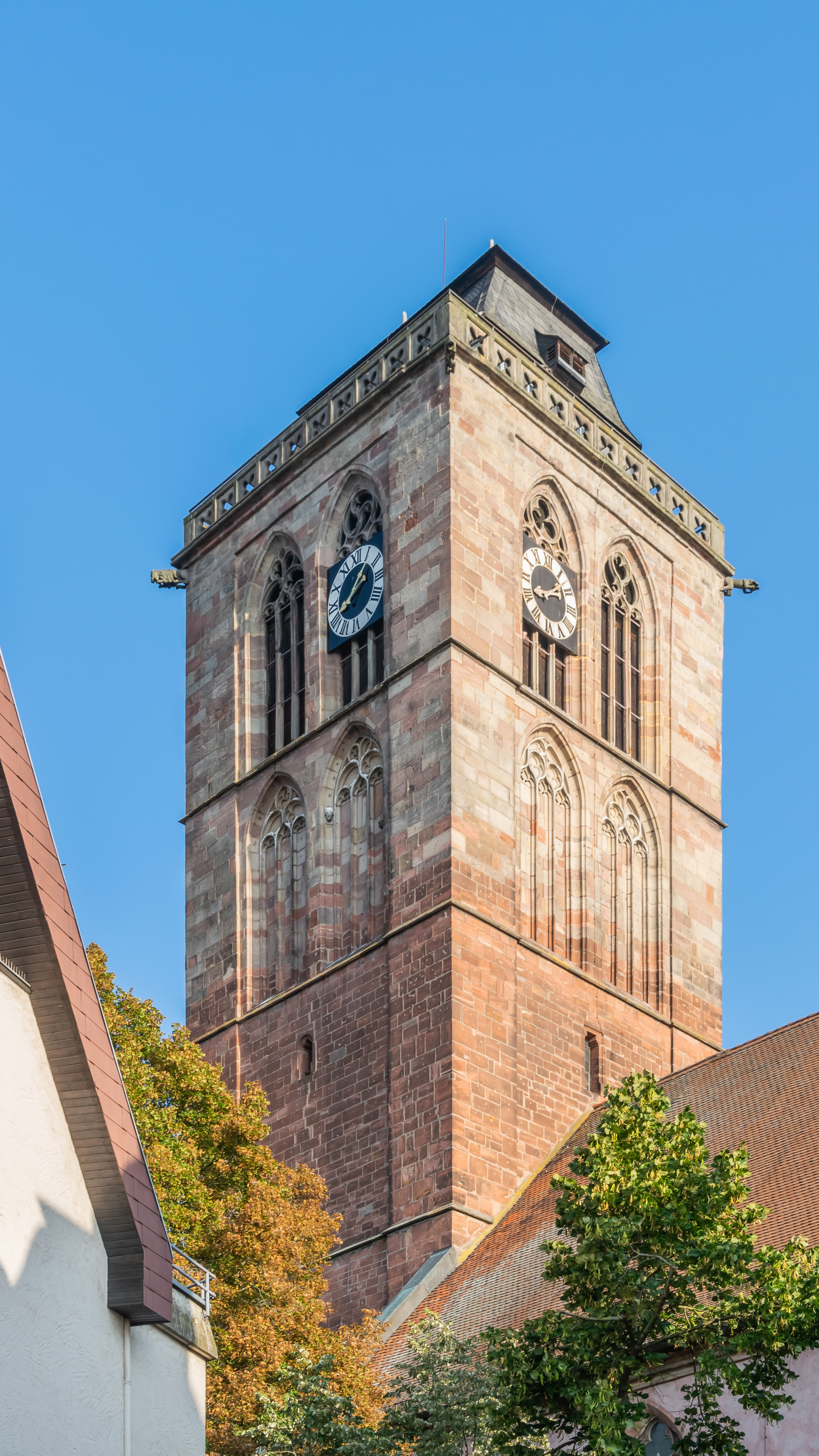
Das Stadtwahrzeichen, der Turm der Hersfelder Stadtkirche

Hersfeld wurde 1142 erstmals als Marktort und 1170 als Stadt erwähnt. In diese Zeit fiel auch der Höhepunkt der reichspolitischen Bedeutung der Abtei Hersfeld. In den folgenden Jahrhunderten schwand die Macht der Abtei, die sich seit dem Interregnum nicht mehr auf die Kaiser des Heiligen Römischen Reiches stützen konnte. Ab 1373 erhielt die Landgrafschaft Hessen, durch Schutzbündnisse, Einfluss auf die Stadt. In der Vitalisnacht 1378 erreichte der Machtkampf zwischen Abtei und Stadt seinen Höhepunkt. Im Jahre 1439 wurden große Teile der Stadt durch einen Brand zerstört. Das älteste Fachwerkhaus in der Stadt ist das Küsterhaus von 1452. Abt Ludwig V. (1571–1588) löste für viele Jahrhunderte die letzte Baublüte in der Stadt aus, indem er die Gebäude der Abtei im Stil der Weserrenaissance aus- und umbauen ließ. Diese sind heute noch in der ganzen Altstadt zu sehen, z. B. die ehemalige Münze oder das Schloss Eichhof.
Durch den Deutschen Bauernkrieg 1525 fielen große Teile der Stadt und der Abtei an Hessen. Nach dem Tod des letzten Abtes im Jahr 1606 und dem Westfälischen Frieden 1648 wurde die gefürstete Reichsabtei Hersfeld der weltlichen Landgrafschaft Hessen-Kassel zugesprochen. Im Siebenjährigen Krieg 1761 brannten die Stiftskirche und die Klostergebäude nieder, und 1807 entkam die Stadt knapp der völligen Vernichtung durch napoleonische Besatzungstruppen, da der badische Oberstleutnant Lingg die Befehle Napoléons nur „wörtlich“ ausführte: Er sollte die Stadt an allen vier Seiten anzünden und tat dies, indem er vier einzeln stehende Gebäude anzünden ließ.
Im Jahre 1821 wurde Hersfeld Kreisstadt des Landkreises Hersfeld in Kurhessen. Bereits 1866, nun der Provinz Hessen-Nassau angehörig, wurden ein Bahnhof eröffnet und der Eisenbahnverkehr aufgenommen. Seit 1938 ist Hersfeld über eine Straßenauffahrt mit der von Kirchheim nach Eisenach führenden Autobahn (heute die A 4) verbunden. 1945 verbürgten sich zwei gefangengenommene Offiziere für die friedliche Übergabe Hersfelds und bewahrten so die Stadt ein zweites Mal vor der Zerstörung.
Ab 1945 war Hersfeld als Garnison der US-Armee überwiegend Standort gepanzerter US-Kavallerie Regimenter (Armored Cavalry Regiments (ACR)). Auftrag der Einheiten war die Sicherung der innerdeutschen Grenze im höchst vulnerablen Abschnitt des sogenannten Fulda Gap. 1993 teilte das US-Verteidigungsministerium mit, dass die 3. Schwadron des 11th ACR Blackhorse (3rd Squadron 11th ACR Blackhorse) abgezogen und durch die Räumung der McPheeters Barracks der Standort Bad Hersfeld aufgeben wird.
Seit dem 4. März 1949 ist Hersfeld Heilbad und darf sich Bad Hersfeld nennen; seit 1963 ist die Stadt Hessisches Staatsbad.
Nach der Zusammenlegung der früheren Kreise Hersfeld und Rotenburg wurde Bad Hersfeld zur Kreisstadt des neu entstandenen Kreises Hersfeld-Rotenburg bestimmt.

### Eingemeindungen
Zum 1. Juli 1918 wurde die bis dahin selbständige Gemeinde Kalkobes eingegliedert. Im Jahr 1928 kam der Gutsbezirk Meisebach hinzu. Es handelt sich dabei um das Gebiet des heutigen Stadtteils Johannesberg (Domäne Johannesberg und Bingartes).
Zum 31. Dezember 1971 wurden im Zuge der Gebietsreform in Hessen die bis dahin selbständigen Gemeinden Allmershausen, Asbach, Beiershausen, Heenes, Kathus, Kohlhausen, Petersberg und Sorga auf freiwilliger Basis eingemeindet. Für alle durch die Hessische Gebietsreform eingliederten, ehemaligen Gemeinde wurden je ein Ortsbezirk mit Ortsbeirat und Ortsvorsteher nach der Hessischen Gemeindeordnung eingerichtet.

### Einwohnerentwicklung

Einwohnerentwicklung von Bad Hersfeld von 1871 bis 2017

Im Jahr 1525 lebten in der Stadt 400 Männer. Hier wurden vermutlich nur die „Hausgesessenen“ (Männer mit Bürgerrecht) gezählt. Vor dem Dreißigjährigen Krieg, im Jahr 1614, zählte man schließlich 725 Haushalte. Die gesamte Einwohnerzahl der Stadt wird in dieser Zeit auf 3300 bis 3600 geschätzt. Diese Einwohnerzahl erreichte die Stadt erst wieder in der Mitte des 18. Jahrhunderts.
Nach dem Dreißigjährigen Krieg stieg die Einwohnerzahl nur langsam, durch zahlreiche Kriege, Seuchen und Hungersnöte ging sie immer wieder zurück. Erst ab Mitte des 19. Jahrhunderts, als sich die Stadt auch außerhalb der Stadtmauern ausdehnte und es zu erheblichem Wachstum der Textil- und Maschinenbauindustrie kam, stiegen die Einwohnerzahlen stark an. Zwischen 1910 und 1913 waren es über 10.000. Nach dem Zweiten Weltkrieg zwischen 1946 und 1950 gab es mehr als 20.000 Bewohner in der Stadt. Bis 1962 erreichte die Bevölkerung durch Ostflüchtlinge etwa 27.000 Einwohner und die Marke von 30.000 Einwohnern wurde schließlich zwischen 1987 und 1994 überschritten.
Durch die Bevölkerungsstruktur und die prognostizierten Abwanderungen in Ballungsräume geht die HA Hessen Agentur GmbH davon aus, dass die Bevölkerung im Landkreis bis zum Jahr 2020 um 6 Prozent abnimmt. Diese Abnahme ist daher in diesem Zeitraum auch für die Stadt zu erwarten.

## Religionen und Konfessionen
Das Gebiet der Stadt Bad Hersfeld gehört heute zur Evangelischen Kirche Kurhessen-Waldeck und dem weitgehend deckungsgleichen katholischen Bistum Fulda. Die Stadt ist mehrheitlich evangelisch.
Neben den beiden großen Kirchen sind auch verschiedene Gemeinden und Freikirchen in Bad Hersfeld ansässig, darunter die Landeskirchliche Gemeinschaft, Evangelisch-Freikirchliche Gemeinde (Baptisten), die Evangeliumschristen-Baptisten (EChB), die Siebenten-Tags-Adventisten und die Freie Christengemeinde (Pfingstgemeinde).
Weitere Religionsgemeinschaften in Bad Hersfeld sind die Neuapostolische Kirche und die Zeugen Jehovas.
Knapp 700 Muslime zählen zu den drei Moscheegemeinden der Stadt.

## Politik

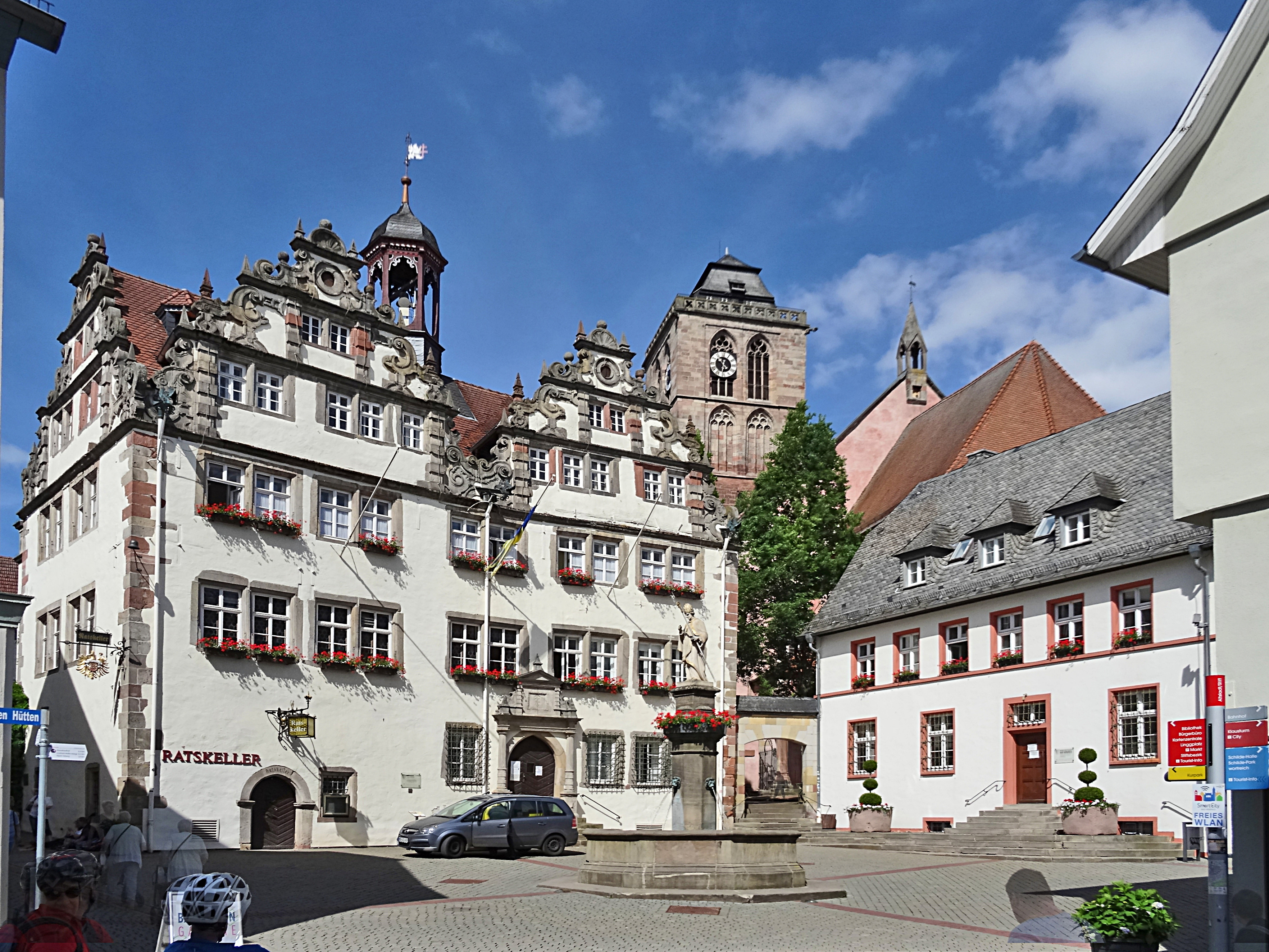
Historisches Rathaus, Lullusbrunnen und Stadtkirche (hinten)

### Stadtverordnetenversammlung
Die Kommunalwahl am 14. März 2021 lieferte folgendes Ergebnis, in Vergleich gesetzt zu früheren Kommunalwahlen:
| Stadtverordnetenversammlung – Kommunalwahlen 2021 | Stadtverordnetenversammlung – Kommunalwahlen 2021                                                    |
| --- | --- |
| Stimmenanteil in %Wahlbeteiligung 44,6 % 403020100 32,421,912,711,510,67,73,2n. k. SPDCDUGrüneFDPFWGUBHfLinkeNBLhGewinne und Verlusteim Vergleich zu 2016 %p 6 4 2 0 −2 −4 −6 −8−10−0,1+2,6+5,0−0,5+3,5−1,6−0,3−8,6SPDCDUGrüneFDPFWGUBHLinkeNBLAnmerkungen:f Unabhängige Bürger für Bad Hersfeldh Neue Bürgerliste | SitzverteilungInsgesamt 39 Sitze - Linke: 1 - SPD: 13 - Grüne: 5 - UBH: 3 - FWG: 4 - CDU: 9 - FDP: 4 |

| Parteien und Wählergemeinschaften | Parteien und Wählergemeinschaften           | % 2021 | Sitze 2021 | % 2016 | Sitze 2016 | % 2011 | Sitze 2011 | % 2006 | Sitze 2006 | % 2001 | Sitze 2001 |
| --------------------------------- | ------------------------------------------- | ------ | ---------- | ------ | ---------- | ------ | ---------- | ------ | ---------- | ------ | ---------- |
| SPD                               | Sozialdemokratische Partei Deutschlands     | 32,4   | 13         | 32,5   | 13         | 38,7   | 17         | 47,7   | 22         | 48,1   | 22         |
| CDU                               | Christlich Demokratische Union Deutschlands | 21,9   | 9          | 19,3   | 7          | 18,3   | 8          | 33,9   | 15         | 35,7   | 16         |
| Grüne                             | Bündnis 90/Die Grünen                       | 12,7   | 5          | 7,7    | 3          | 10,6   | 5          | 3,0    | 1          | 6,0    | 3          |
| FDP                               | Freie Demokratische Partei                  | 11,5   | 4          | 12,0   | 5          | 10,9   | 5          | 4,7    | 2          | —      | —          |
| FWG                               | Freie Wählergemeinschaft Bad Hersfeld       | 10,6   | 4          | 7,1    | 3          | 3,7    | 2          | 3,4    | 2          | 7,1    | 3          |
| UBH                               | Unabhängige Bürger für Bad Hersfeld         | 7,7    | 3          | 9,3    | 4          | —      | —          | 3,8    | 2          | —      | —          |
| Linke                             | Die Linke                                   | 3,2    | 1          | 3,5    | 1          | 2,3    | 1          | 1,0    | 0          | —      | —          |
| NBL                               | Neue Bürgerliste                            | —      | —          | 8,6    | 3          | 11,1   | 5          | —      | —          | —      | —          |
| FG                                | Fraktionsgemeinschaft für Bad Hersfeld      | —      | —          | —      | —          | 4,5    | 2          | —      | —          | —      | —          |
| BfH                               | Bürger für Hersfeld                         | —      | —          | —      | —          | —      | —          | 2,5    | 1          | 3,1    | 1          |
| Gesamt                            | Gesamt                                      | 100,0  | 39         | 100,0  | 39         | 100,0  | 45         | 100,0  | 45         | 100,0  | 45         |
| Wahlbeteiligung in %              | Wahlbeteiligung in %                        | 44,6   | 44,6       | 44,0   | 44,0       | 41,7   | 41,7       | 43,7   | 43,7       | 43,9   | 43,9       |

### Bürgermeister
Nach der hessischen Kommunalverfassung wird der Bürgermeister für eine sechsjährige Amtszeit gewählt, seit dem Jahr 1993 in einer Direktwahl, und ist Vorsitzender des Magistrats, dem in der Stadt Bad Hersfeld neben dem Bürgermeister ehrenamtlich ein Erster Stadtrat und sieben weitere Stadträte angehören. Bürgermeisterin ist seit dem 1. Januar 2023 die parteiunabhängige Anke Hofmann. Sie wurde als Nachfolgerin von Thomas Fehling, der nach zwei Amtszeiten nicht wieder angetreten war, am 2. Oktober 2022 in einer Stichwahl bei 40,5 Prozent Wahlbeteiligung mit 57,3 Prozent der Stimmen gewählt.
Amtszeiten der Bürgermeister
- 2023–2028 Anke Hofmann[29]
- 2011–2022 Thomas Fehling (FDP, Parteiaustritt 2014)[30]
- 1996–2010 Hartmut Henning Boehmer (1941–2013)
(Vorzeitige Versetzung in den Ruhestand; vom 1. September bis 31. Dezember 2010 leitete Erster Stadtrat Lothar Seitz die Stadtverwaltung kommissarisch.)[33]
- 1990–1996 Walter Weiss (SPD)[34]
- 1978–1989 Hartmut Henning Boehmer (CDU) (1941–2013)
(Bei der Wiederwahl durch die Stadtverordnetenversammlung 1989 waren die Stimmen der NPD wahlentscheidend, dies führte zu seiner umgehenden Abwahl. Danach leitete Erster Stadtrat Tilo Scheurmann die Stadtverwaltung kommissarisch.)
- 1963–1977 Werner Hessemer (SPD)
(Krankheitsbedingte Versetzung in den Ruhestand; Erster Stadtrat Karl-Wilhelm Rüger leitete seit Sommer 1977 die Stadtverwaltung kommissarisch.)
- 1949–1962 Otto Jansen[35]
- 1947–1948 Fritz Brühl[36]
- 1945–1946 Heinrich Sauerwein (von der US-Militäradministration eingesetzt, wechselte am 1. Juli 1946 als Landrat zum Landkreis Hersfeld)
- 1945–1945 Bernhard André (von der US-Militäradministration eingesetzt)[37]
- 1943–1945? Paul Berger
- 1931–1935 Alfred Schafft
- 1896–1916 Carl Strauß
- 1830–1832 Valentin Morchutt
- 1780 Hermann Morchutt

### Wappen

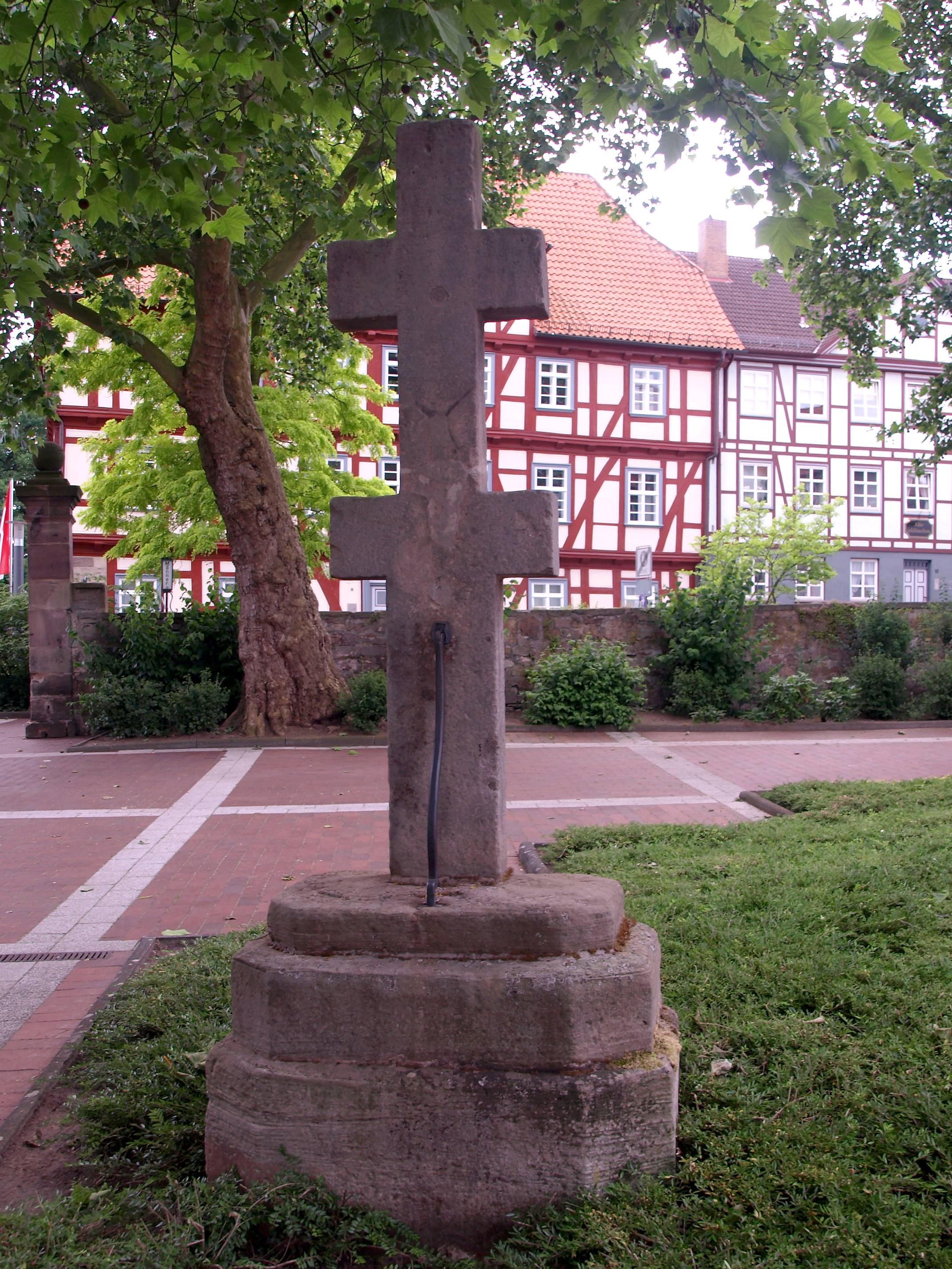
Doppelkreuz, am stadtseitigen Eingang zum Stiftsbezirk

Logo der Stadt

| Wappen von Bad Hersfeld | Blasonierung: „Gespalten; vorne in Blau ein linksgewendeter, golden gekrönter und golden bewehrter, neunmal von Silber und Rot geteilter Löwe; hinten in Silber ein rotes Doppelkreuz mit Fußspitze.“ |
| Wappen von Bad Hersfeld | Das seit 1256 genannte älteste Stadtsiegel zeigt den Heiligen Wigbert, das kleinere Siegel des 14. Jahrhunderts die Patrone Simon und Judas Thaddäus der Benediktinerabtei Hersfeld mit dem Mainzer Rad und dem Doppelkreuz als Klosterwappen (s. Kreiswappen Hersfeld). Letzteres im Schild steht allein im spätgotischen Stadtsiegel. Es wurde nach der Eroberung der Stadt durch den Landgrafen Philipp 1525 von dem hessischen Löwen verdrängt. Seit 1559 setzte sich die zuerst in Siegeln erscheinende Verbindung des Löwen mit dem Doppelkreuz in der städtischen Heraldik immer mehr durch, wie auch das Schrifttum seit dem 17. Jahrhundert bekundet. |

Das Doppelkreuz ist auch unter dem Namen Hersfelder Doppelkreuz bekannt. Reale Ausführungen gleichen jedoch häufig eher einem Lothringer Kreuz, drei spezifische Merkmale des Patriarchenkreuzes werden in der Regel verfehlt. Das Doppelkreuz steht im spätgotischen Stadtsiegel allein. Zunächst zeigte das Wappen den ungeteilten Löwen in der vorderen Hälfte des nun gespaltenen Wappens, in der hinteren das halbe Doppelkreuz mit Lilienfußspitze am Spalt. Es wird stilistisch auch im Stadtlogo von Bad Hersfeld wieder aufgegriffen, das 2008 entworfen wurde. Es findet Verwendung für Marketingzwecke und beim Internetauftritt der Stadt.
Es gibt folgenden überlieferten Wappenspruch:
Hersfeld, die Stadt, sie führt im Schild

ein Kreuz und einen Löwen wild.

In Kreuz und Leid hab’ Löwenmut

und trau auf Gott, es wird wohl gut.
In der Stadt wurde dieser Wappenspruch erst ab dem 19. September 1836 einer breiteren Öffentlichkeit bekannt. An diesem Tag untersagte die Kurhessische Regierung in einem Dekret das alleinige Führen des Doppelkreuzes in den Stadtsiegeln. Der Wappenspruch wurde von Eschweger Pfarrer Hermann Fabronius für das Hessische Wappenbuch von Wilhelm Wessel (1621–1625) erdacht. Der Text von Fabronius lautete: „Hirssfeld die Stadt ein Creutz im Schild, Darneben führt ein Loewen wild. In Creutz und Leyd hab Loewen muth, Und traw auff Gott, es wird wol gut.“
Ein aus dem Mittelalter stammender lateinischer Wahlspruch der Stadt ist in einem Türsturz des Renaissance-Rathauses zu lesen. Er lautet lateinisch JUSTITIAM PACEM ET VERITATEM DILIGITE ‚Liebt Gerechtigkeit, Frieden und Wahrheit‘.
Die Stadtfarben sind Silber (Weiß) und Rot. Flagge rot, weiß mit dem Wappen.

### Städtepartnerschaften

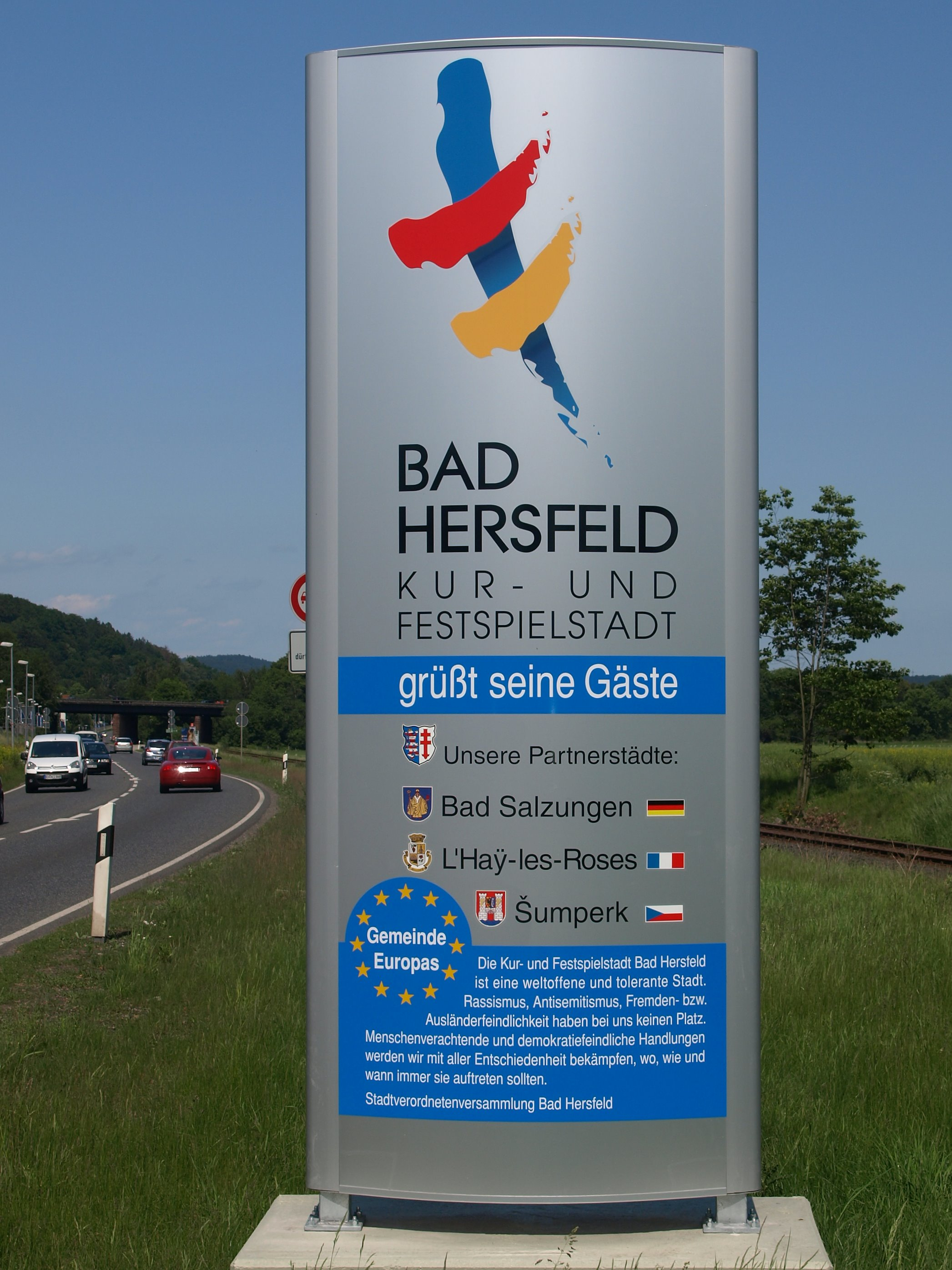
Begrüßungsstele am Stadteingang mit dem Logo der Stadt

Seit 1988 besteht eine Partnerschaft mit dem französischen L’Haÿ-les-Roses im Département Val-de-Marne. 1990 folgte eine Partnerschaft mit dem thüringischen Bad Salzungen
und seit 1994 unterhält Bad Hersfeld eine Partnerschaft mit dem tschechischen Šumperk/Mährisch Schönberg. Seit 2016 besteht ein Freundschaftsabkommen mit Malmesbury.

### Patenschaft
- Bereits 1954 wurde eine Vertriebenenpatenschaft für die Deutschmährer aus der Stadt Mährisch-Schönberg (Šumperk) übernommen.
- Eine Patenschaft zum Schnellboot der deutschen Marine „S 75 Zobel“ wurde 1973 übernommen.[44] Die Patenschaft endete mit der Außerdienststellung des Schnellbootes am 16. November 2016.
- 2003 wurde ein Intercity-Express2-Triebzug auf den Namen „Bad Hersfeld“ getauft.[45]

## Sehenswürdigkeiten
Die Stadt verleiht seit 1962 im Rahmen der Bad Hersfelder Festspiele jährlich den Hersfeld-Preis an Schauspieler der laufenden Festspielsaison. Ein weiterer Ehrenpreis, den die Stadt verleiht, ist das „Ulenroder Kruzifix“. Das ist der Abguss eines Bronzekruzifixes aus dem frühen 11. Jahrhundert, das in der Wüstung Ulenrode (der Ort lag oberhalb von Meckbach in der heutigen Gemeinde Ludwigsau) gefunden wurde.

### Theater
Jeden Sommer finden die Bad Hersfelder Festspiele statt. Außerhalb der Festspielsaison werden Theatervorführungen in der Stadthalle gegeben.

### Museen
Das Stadtmuseum Bad Hersfeld ist im einzig erhaltenen Flügel der ehemaligen Klosteranlage südlich der Stiftsruine untergebracht. Neben den Abteilungen zu Stadt- und Klostergeschichte ist die Abteilung zum städtischen Handwerk erwähnenswert. Im Kapitelsaal und im Dachgeschoss werden wechselnde Ausstellungen gezeigt (aktuelle Kunst). Im Oktober 2011 wurde in der unter industriellem Denkmalschutz stehenden Stockwerkshalle, der ehemaligen Firma Schilde, die Mitmach-Ausstellung wortreich rund um die Themen Sprache und Kommunikation eröffnet. An Konrad Duden erinnert heute ein kleines Museum in direkter Nachbarschaft zur ehemaligen „Alten Klosterschule“ (Am Neumarkt). Hier war Duden von 1876 bis 1905 als Direktor tätig, weshalb die Schule heute seinen Namen trägt.
Das „Haus Mährisch Schönberg“ zeigt eine heimatkundliche Sammlung aus dem ehemaligen Landkreis Mährisch-Schönberg (Am Neumarkt).
Seit 2006 gibt es in der Hauptstelle der Sparkasse Bad Hersfeld-Rotenburg ein kleines Sparkassen-Museum, in dem die Geschichte des Geldinstituts und der Wandel der Arbeitswelt im Bankbereich präsentiert wird.

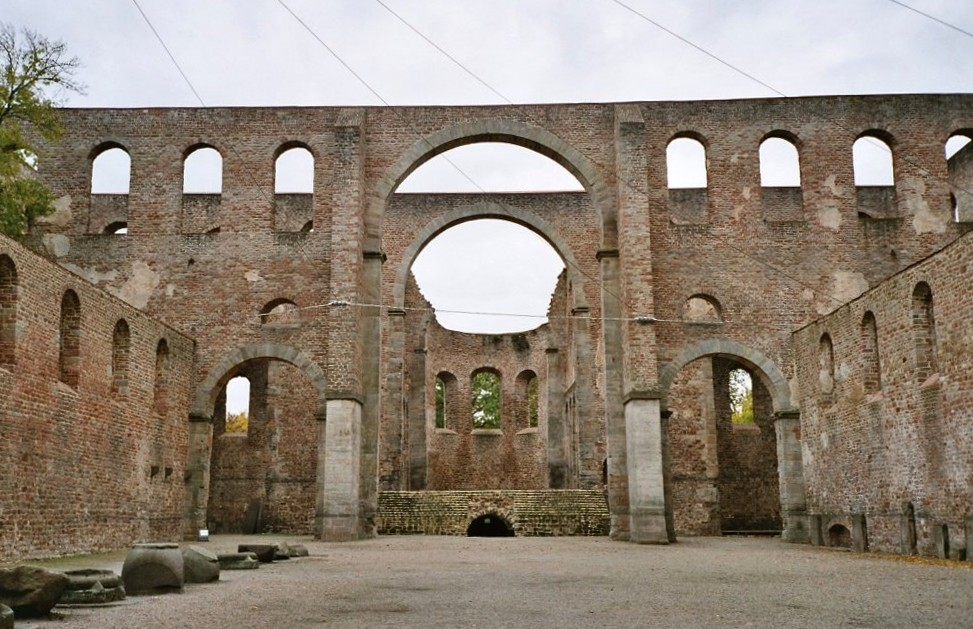
Die Ruine des Stifts in Bad Hersfeld

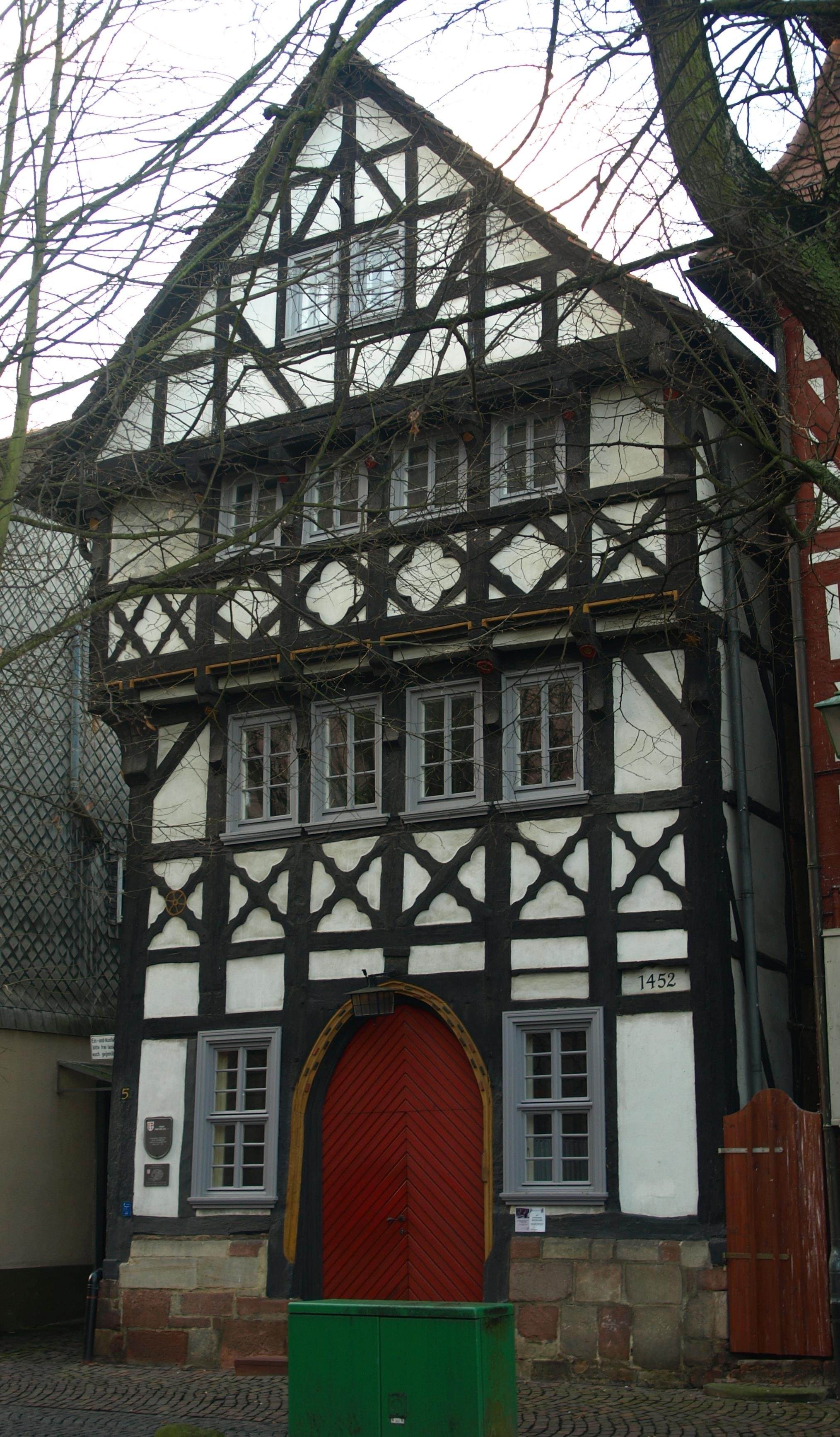
Ältestes Fachwerkhaus Bad Hersfelds, errichtet 1452

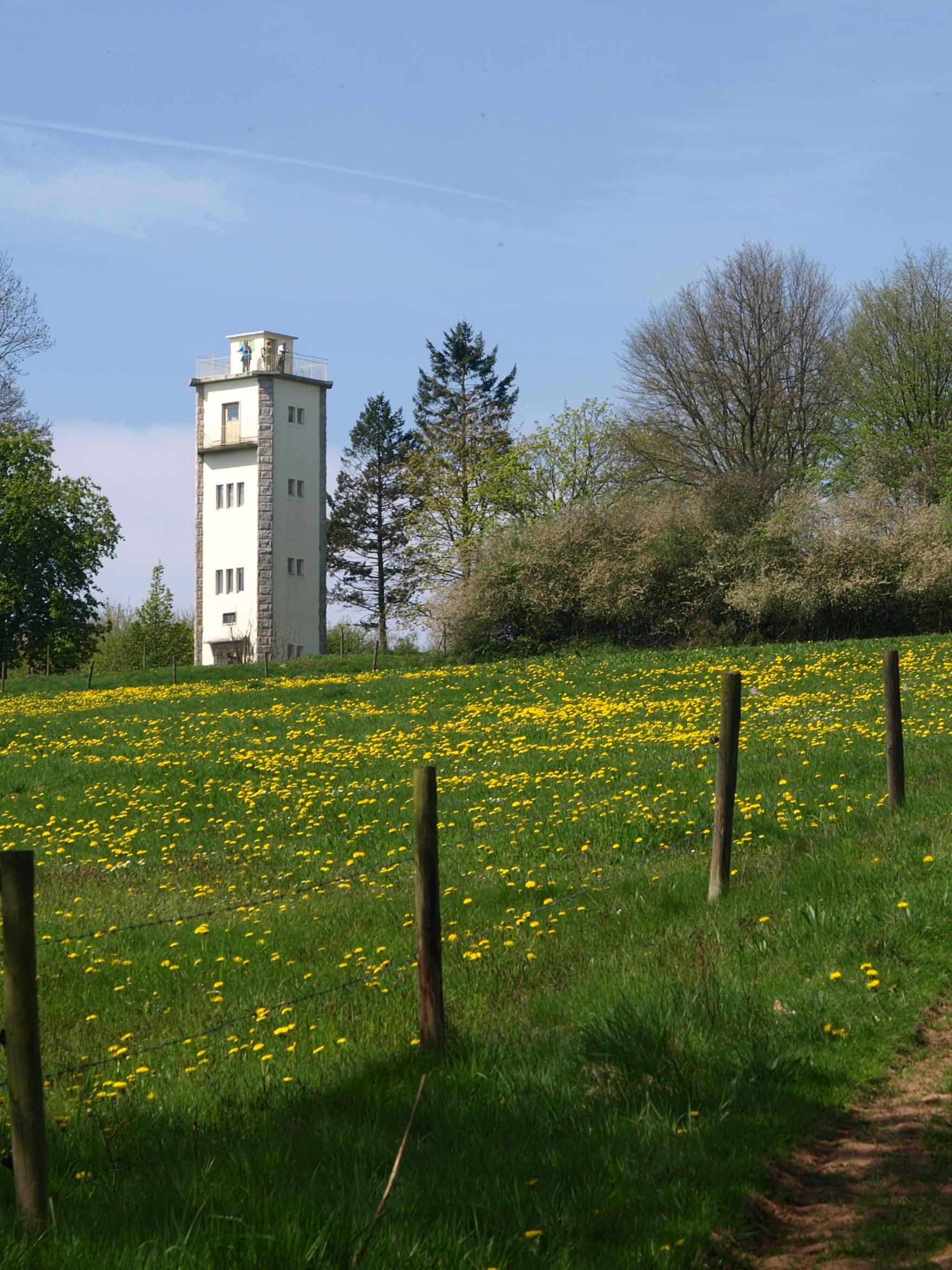
Der Robert-Heil-Turm, ein Aussichtsturm auf dem Tageberg

### Bauwerke
In der Altstadt gibt es 216 denkmalgeschützte Gebäude. An der westlichen Seite der Altstadt befindet sich die Ruine der Stiftskirche. Die größte romanische Kirchenruine Europas wird als Spielstätte der Bad Hersfelder Festspiele genutzt. Im Klosterbezirk steht der Katharinenturm, in dem die Lullusglocke, die älteste datierte Glocke Deutschlands, hängt. Außerdem befinden sich dort ein Flügel des Klostergevierts (heute Museum, Kapitelsaal erhalten) und größere erhaltene Reste der Stadtmauer (Südtor, Halbschalenturm). Die zwei Nordschulteiche in der Leonhard-Müller-Anlage sind Überbleibsel des Stadtgrabens. In diesem Park befindet sich eine Kopie des Vitaliskreuzes an der Stelle, an der die Bürger den Angriff des Sternerbunds im Jahre 1378 abwehren konnten. Das originale Kreuz kann im Museum besichtigt werden. Weitere Reste der Stadtbefestigung stehen in der Unterstadt (östliche Seite der Altstadt), darunter der Klausturm, ein Wach- und Gefängnisturm, und der etwas kleinere Pulverturm.
Weiterhin befindet sich im Johannestor (Straße) das 1239 gestiftete Elisabeth-Hospital mit gotischer Kapelle. Weitere Bauten der Abtei sind das Schloss Eichhof und die Ruinen (Bruderhaus) der ehemaligen Propstei Johannesberg. Beide Bauwerke liegen etwa drei Kilometer vor der Altstadt und lassen sich über den Kurpark auch zu Fuß erreichen.
Im Zentrum der Altstadt steht die gotische Stadtkirche, ihr Kirchturm aus dem 14. Jahrhundert ist das Wahrzeichen Bad Hersfelds. Der Kirchplatz hat eine geschlossene Fachwerkbebauung, darunter das ehemalige Küsterhaus. das älteste Fachwerkhaus der Stadt aus dem Jahre 1452. Direkt daneben steht das Rathaus, das um 1371 in gotischem Stil erbaut und von 1607 bis 1612 im Stil der Weserrenaissance um- und ausgebaut wurde. Weitere Fachwerkhäuser befinden sich in der Fußgängerzone. Hier ist vor allem das reich verzierte Zimmermannshaus in der Klausstraße zu erwähnen.
Außerhalb des Zentrums, am Seilerweg, steht die katholische Pfarrkirche St. Lullus-Sturmius. Die zu dieser gehörende Wigbertkirche im Stadtteil Johannesberg, 1981 geweiht, wurde schon 2020 wieder abgerissen.
Auf dem Linggplatz, dem alten Gerichtsplatz der Abtei (altes steinernes Doppelkreuz), erinnert ein Standbild an den badischen Offizier Lingg von Linggenfeld, der 1807 die Stadt vor dem Niederbrennen durch napoleonische Truppen rettete. Daneben liegt der Marktplatz, auf dem Patrizierhäuser aus gotischer Zeit stehen, unter anderem die alte Münze. Sie wurden in der Zeit der Renaissance umgebaut und zeugen mit ihren Giebeln wie die gegenüberliegenden Fachwerkhäuser von der letzten Baublüte des Hersfelder Klosters. Auf dem Neumarkt steht neben anderen Fachwerkhäusern die Linggklause, sie war Unterkunft des Oberstleutnants Lingg. Dort befinden sich auch die alte Klosterschule, heute Konrad-Duden-Schule, und das Konrad-Duden Museum.

### Parks
Der größte Park in der Stadt ist der örtliche Kurpark (etwa 6,5 Hektar) mit Kurhaus, Wandelhalle und Quellpavillon. Er gehört seit 2009 zum European Garden Heritage Network. In unmittelbarer Nähe zur Altstadt befindet sich die Leonardt-Müller-Anlage, entlang der Stadtmauer, mit den zwei Nordschulteichen. Im Stiftsbezirk befindet sich ebenfalls eine Parkanlage, die im Jahr 2006 durch einen Staudengarten erweitert wurde. Der Staudengarten wurde nach dem Vorbild einer barocken Gartenanlage gestaltet, die sich in der Mitte des 18. Jahrhunderts hier befand. Sowohl der Kurpark als auch die Leonardt-Müller-Anlage wurden zwischen 2006 und 2007 neu gestaltet.
Weitere Grünanlagen sind der 15 Hektar große Fuldapark mit Fuldasee und die Carl-Strauß-Anlage an der Kleinshöhe auf dem Tageberg mit dem Robert-Heil-Turm, einem 1930 errichteten Aussichtsturm.

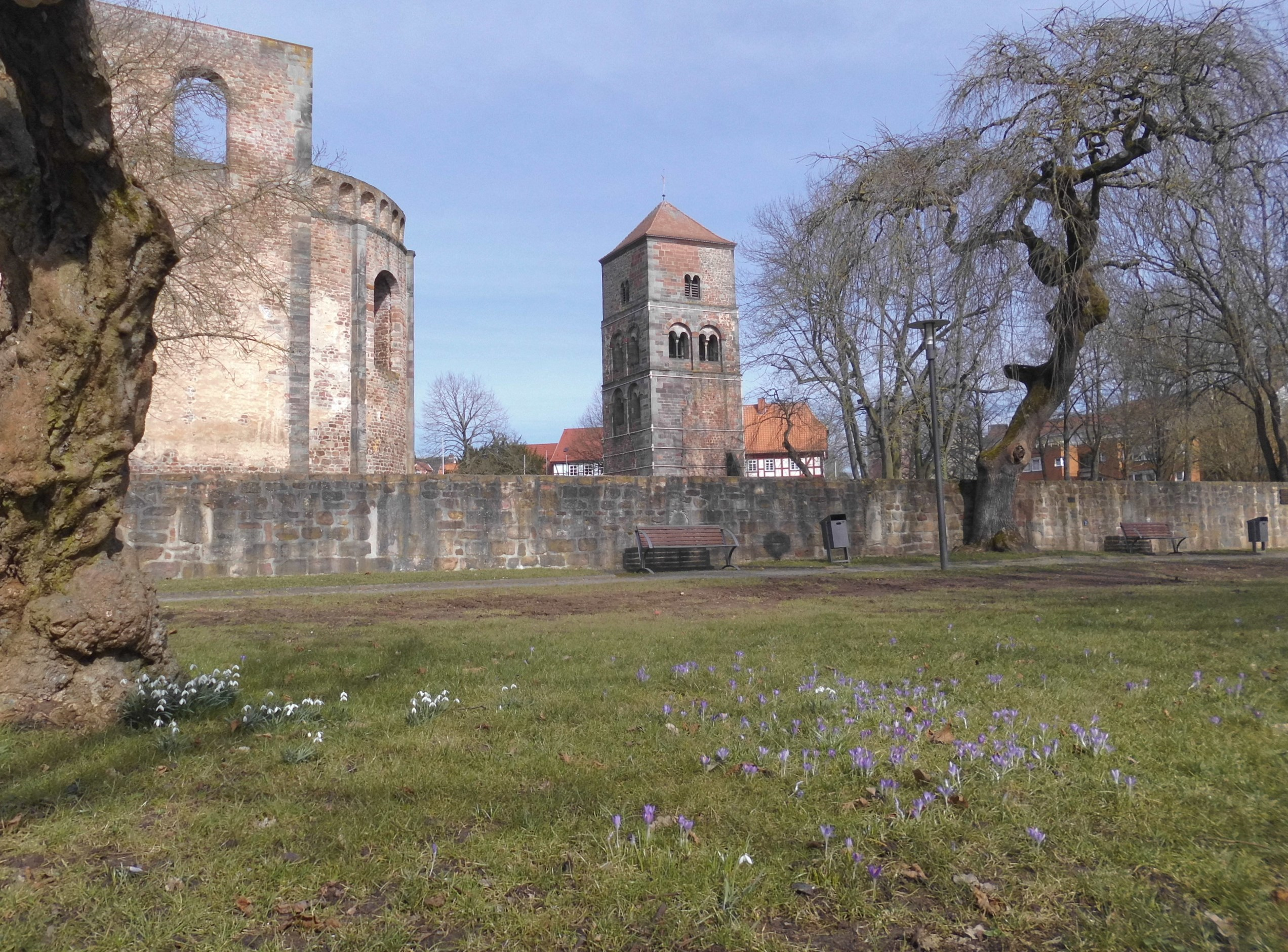
Grünanlagen des Stiftsgeländes

### Denkmäler

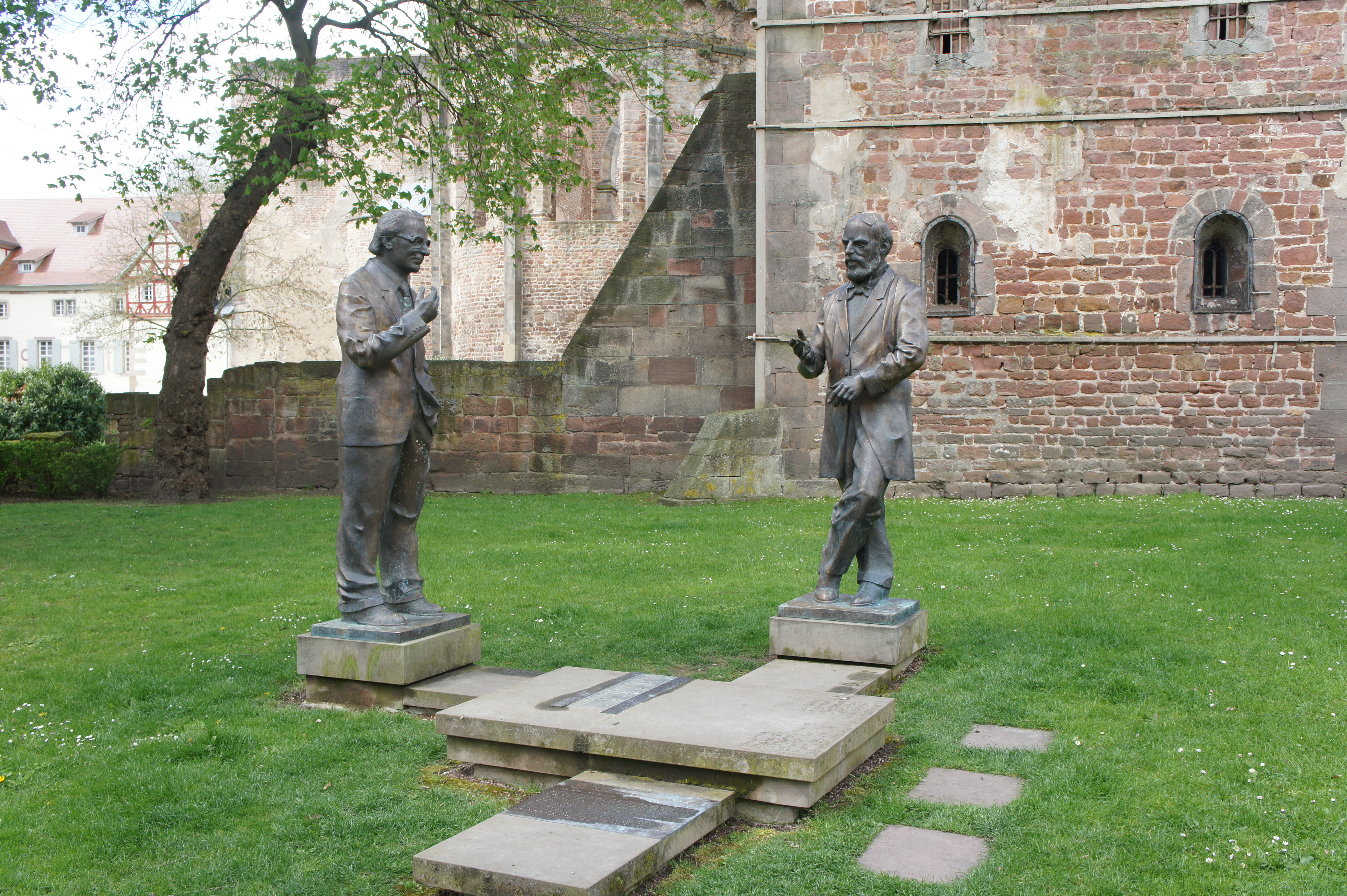
Duden-Zuse-Denkmal

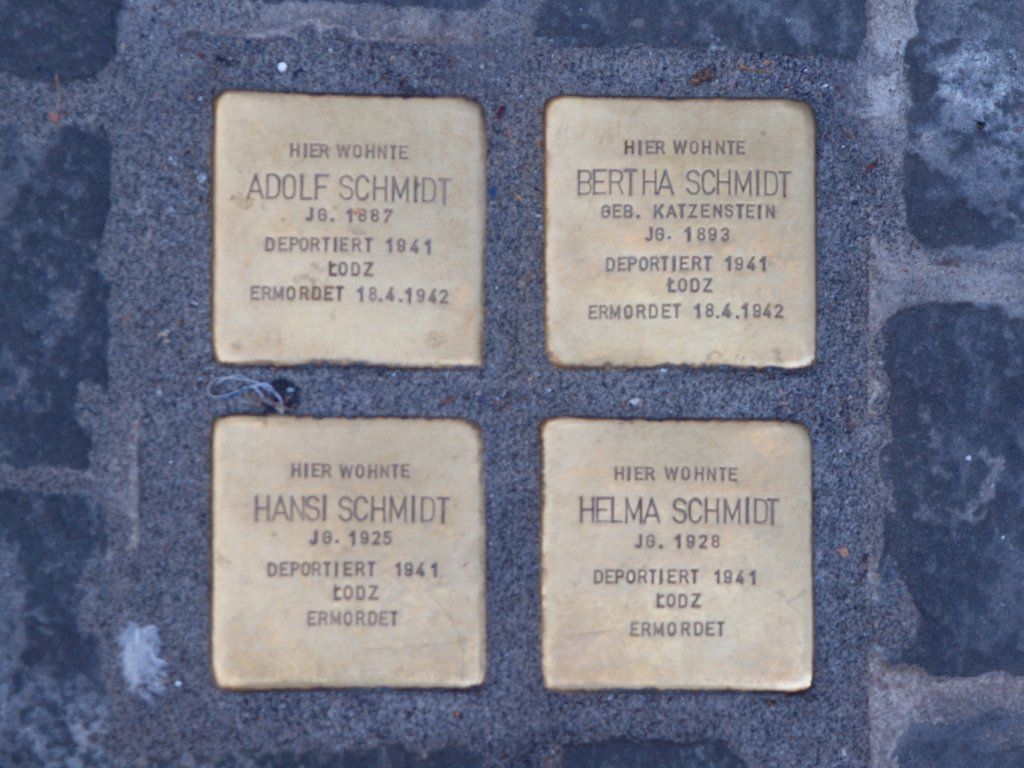
Stolpersteine für Bertha, Helma, Adolf und Hansi Schmidt in der Klausstraße 18

In Bad Hersfeld gibt es Denkmäler, die bis in das Mittelalter zurückreichen. Das Vitaliskreuz in der Leonardt-Müller-Anlage erinnert an den Überfall vom Abt auf die Stadt in der Vitalisnacht im Jahr 1378. Seit 1866 erinnert eine Bischofsfigur aus Stein auf dem Lullusbrunnen vor dem Rathaus an den Stadtgründer. Dem Retter von Hersfeld im Vierten Koalitionskrieg, Johann Baptist Lingg von Linggenfeld, wurde 1896 ein Standbild auf dem nach ihm benannten Lingplatz gesetzt. Seit 1925 erinnert eine Bronzeskulptur von Arnold Rechberg auf dem Rathausplatz an die Toten des Ersten Weltkrieges.
Neuere Denkmäler in der Stadt sind die Figurengruppe Mückenstürmer auf dem Linggplatz aus dem Jahr 2003, die den Ursprung des Spitznamens der Hersfelder zum Thema hat, das Bronze-Denkmal für Konrad Duden und Konrad Zuse im Stiftsbezirk aus dem Jahr 2005 und 43 sogenannte Stolpersteine, die am 6. September 2010 und 29. März 2011
gesetzt wurden, erinnern seitdem an Hersfelder Juden, die Opfer des Holocaust wurden. 2016 wurde eine Gedenktafel an der Stadtmauer angebracht, die 119 Namen Hersfelder Opfer des Holocaust nennt.
Darüber hinaus gibt es ein Denkmal des Schwarzburgbundes.

### Sport
- Neben den Fußballvereinen in vielen Stadtteilen gab es den Verein SVA Bad Hersfeld, der mehrfach in der höchsten hessischen Amateurspielklasse spielte. Im Jahr 2018 fusionierte der Verein mit der SG Hessen Hersfeld zur SG Festspielstadt Hersfeld. Weitere Ballsportarten werden beim Turnverein Hersfeld 1848 e. V. gespielt, das sind neben vielen anderen Sportarten auch Handball, Volleyball und Basketball.
- Die Mannschaft der SG Hessen Hersfeld spielte von der Saison 1997/1998 bis zur Saison 2002/2003 in der Handball-Bundesliga der Frauen.
- Die drei Ruder- und Kanuvereine Hersfelder Kanu-Club 1924 e. V., der Kanu-Wanderer Hersfeld 1986 e. V. und der Hersfelder Ruderverein 1977 e. V. entfalten ihre Tätigkeit im Sommer hauptsächlich auf der Fulda. Der zuletzt genannte Verein betreibt auch wettkampfmäßigen Rudersport.
- Neben den Schützenvereinen in fast jedem Stadtteil gibt es die Hersfelder Schützengilde 1252 e. V. Es ist einer der ältesten noch aktiven Vereine Deutschlands.
- Der Luftsportverein Bad Hersfeld e. V. hat sein Segelfluggelände auf dem Langenberg bei Hattenbach (Ortsteil von Niederaula).
- Der Reit- und Fahrverein Bad Hersfeld e. V. wurde im Jahr 1907 gegründet. Der Verein nutzt seit 1997 private Anlagen auf dem Hof Wehneberg. Die Reitanlage Hof Wehneberg hat zwei Reithallen und einen großen Außenplatz. Der Verein veranstaltet hier Turniere, Lehrgänge und Kurse.
- Der Motorsportclub Bad Hersfeld widmet sich seit 1952 dem Motorsport. Am Anfang wurden einige Geländeprüfungen veranstaltet, mittlerweile führt der Verein jährlich auf der eigenen Rennbahn in der Fuldaaue Grasbahnrennen, auch mit internationaler Beteiligung, durch. Einige Sportler des Vereins konnten nationale und internationale Meistertitel in verschiedenen Disziplinen erringen. Seit einigen Jahren findet diese Veranstaltung unter Flutlicht statt.
- Der Hersfelder Wanderverein e. V. wurde im Jahr 1885 gegründet. Er betreibt ein Wanderheim, das Haus Silberdistel, auf dem Wehneberg. Als seine wesentlichen Aufgaben und Ziele sieht er die Pflege und Förderung des Wanderns in der Gemeinschaft sowie die Unterhaltung und Pflege der markierten Wanderwege rund um Bad Hersfeld.
- In Bad Hersfeld befindet sich eine Sektion des Deutschen Alpenvereins, das Sektionshaus liegt in Kalkobes.[57]

### Regelmäßige Veranstaltungen
Überregional waren die jährlichen Bad Hersfelder Festspiele, Opernfestspiele, und die Festspielkonzerte. Sie fanden, bis 2015, zwischen Juni und August in der Stiftsruine statt. Weitere größere musikalische Veranstaltungen sind die Bad Hersfelder Bach-Tage (jedes Jahr an Ostern im Johann-Sebastian-Bach-Haus), das Live-Jazz-Festival (jedes Jahr am ersten Juni-Wochenende auf Bühnen in der ganzen Altstadt), die StadtJugendNacht (jährlich am ersten Samstag im September unter der Peterstorbrücke) und das Metalfest (jedes Jahr im Spätjahr). Ein Kindertag mit jährlich etwa 15.000 Besuchern findet immer am ersten Samstag im September statt. Dabei wird die Innenstadt zum „Großen Spielplatz“.
Eines der ältesten Volksfeste Deutschlands ist das Lullusfest. Es findet jedes Jahr in der Woche statt, in die der 16. Oktober fällt. Weitere größere Volksfeste sind das Schützenfest der Schützengilde im Jägersgraben und das Tagebergfest der Freiwilligen Feuerwehr (Waldfest in freier Natur). Sportliche Veranstaltungen sind der Lollslauf, ein Stadtlauf anlässlich des Lullusfestes, und das Internationale Bad Hersfelder DMV-Flutlichtrennen, das jeden Sommer vom Motorsportclub Bad Hersfeld e. V. auf einer 500 m langen Grasbahn veranstaltet wird. Der gleiche Verein richtet jährlich am letzten Juniwochenende ein internationales Opeltreffen aus.
Jedes Jahr im Januar findet in der Waldhessenhalle die Show „Sport & Show“ statt. In der dreistündigen Show treten über 200 Sportler, Artisten und Musiker aus ganz Europa auf. Was 1975 als Sportpresseschau in Hohenroda begann, zieht inzwischen jährlich 7000 Zuschauer an.
Die meisten Märkte in der Stadt werden auf dem Linggplatz veranstaltet. Der Wochenmarkt findet zweimal in der Woche und ein Floh- und Trödelmarkt jeden ersten Samstag der Monate April bis Oktober statt. Weitere Jahrmärkte sind der Ostermarkt am Mittwoch vor den Osterfeiertagen, der Pfingstmarkt am Mittwoch vor den Pfingstfeiertagen, der Große Lulluskrammarkt am Mittwoch in der Lullusfestwoche und der Herbstmarkt am Buß- und Bettag. Eine weitere Tradition ist der Bad Hersfelder Weihnachtsmarkt der 10.000 Lichter auf dem Linggplatz.
Am 8. November 1938 wurde in Bad Hersfeld die Synagoge niedergebrannt. Damit war Bad Hersfeld die erste Stadt in Deutschland, in der im Rahmen der Novemberpogrome 1938 ein jüdisches Gotteshaus zerstört wurde. Alljährlich findet zum Gedenken an diese Schandtat eine Gedenkfeier statt, veranstaltet vom Arbeitskreis Christlicher Kirchen Bad Hersfeld.

## Wirtschaft

### Regionalplanung
Die Stadt wird im Landesentwicklungsplan Hessen als Mittelzentrum mit Teilfunktion eines Oberzentrums eingestuft. Die Stadt unterhält eine große Freiwillige Feuerwehr, die auch überregional zum Einsatz kommt. Neben dem Stadtgebiet ist sie auch für Teile der Autobahnen A 4 und A 7 zuständig und unterstützt die umliegenden Gemeinden beim Einsatz mit Sonderfahrzeugen wie der Drehleiter sowie Rüst- und Gerätewagen.

### Ansässige Unternehmen
Der ältesten Branche in Bad Hersfeld, der Textilherstellung, ist die Firma DuraFiber Technologies (ehemaliges Hoechst-Werk), die hochfeste Polyesterfasern herstellt, zuzuordnen. Weitere alteingesessene Familienunternehmen sind die Lorenz Mohr GmbH & Co. KG (Mineralölhändler und Betreiber der LOMO-Tankstellen, nach der Insolvenz im Juli 2008 gibt es unter einem neuen Investor noch 17 Tankstellen und einen Autohof mit dem Markennamen LOMO) und die Hoch- und Tiefbaufirma Kirchner Holding GmbH, die seit 2008 im Mehrheitsbesitz der Strabag SE ist.
Im Bereich der Elektronik arbeiten der EMS- (Electronic Manufacturing Services) Dienstleister Asteelflash Hersfeld GmbH, (vormals Zuse KG, später Siemens AG, dann KRONE Kommunikationstechnik GmbH, EZH GmbH, EN ElectronicNetwork Hersfeld GmbH) sowie die Verifone GmbH. (Übernahme der Thales e-Transactions GmbH) die elektronische Bezahlsysteme herstellt, und aus dem Bereich des Maschinenbaus und der Verfahrenstechnik sind die Firmen Grenzebach-BSH GmbH (bis 2009 in den Gebäuden der Schilde AG ansässig), der TLT-Turbo GmbH und der TROX-TLT GmbH zu nennen. Die Logistikbranche siedelte sich hier im Wesentlichen erst nach der Wiedervereinigung an. Nach Amazon und der im Zwischenbuchhandel tätigen Firma Libri hat sich auch der Elektronikhändler RS Components mit seinem Europa-Hub in Bad Hersfeld angesiedelt.
Ein weiterer wichtiger Wirtschaftsfaktor ist das Krankenhauswesen, das zum Teil auch den Kurbetrieb unterstützt. In der Stadt gibt es folgende Krankenhäuser und Kliniken: Das Klinikum Bad Hersfeld ist vorwiegend im allgemeinmedizinischen Bereich tätig. Weiterhin gibt es die Kurkliniken, Klinik im Kurpark (Klinik für Psychosomatik und Orthopädie), Fachklinik Wigbertshöhe (Klinik für soziopsychosomatische Krankheiten), Klinik am Hainberg (Klinik für Psychosomatik und Psychotherapie), Vitalisklinik (Klinik für Verdauungs- und Stoffwechselerkrankungen) und die Orthopädische Akutklinik.
Das größte hier ansässige Kreditinstitut ist die Sparkasse Bad Hersfeld-Rotenburg. Die größte Genossenschaftsbank vor Ort ist die VR-Bankverein Bad Hersfeld-Rotenburg eG.
Am nördlichen Stadtrand wurden 2014 im Bereich des Wehnebergs sechs Windkraftanlagen errichtet. Die örtlichen Stadtwerke erzeugen an einem Wehr im Lauf der Fulda Strom aus Wasserkraft.

## Verkehr

### Fernstraßen
Bad Hersfeld liegt an der West-Ost-Autobahn 4 (von Aachen bis Görlitz). Weiterhin führen die in Nord-Süd-Richtung verlaufende Bundesstraße 27 (aus dem Harz bis zum Bodensee), die in West-Ost-Richtung verlaufende Bundesstraße 62 (von Marburg nach Bad Salzungen) und die B 324 durch das Stadtgebiet. Die Anschlussstelle 85 Bad Hersfeld-West der Bundesautobahn 7 liegt dagegen deutlich westlich von Bad Hersfeld nahe dem Ort Aua in der Gemeinde Neuenstein.

### Eisenbahn

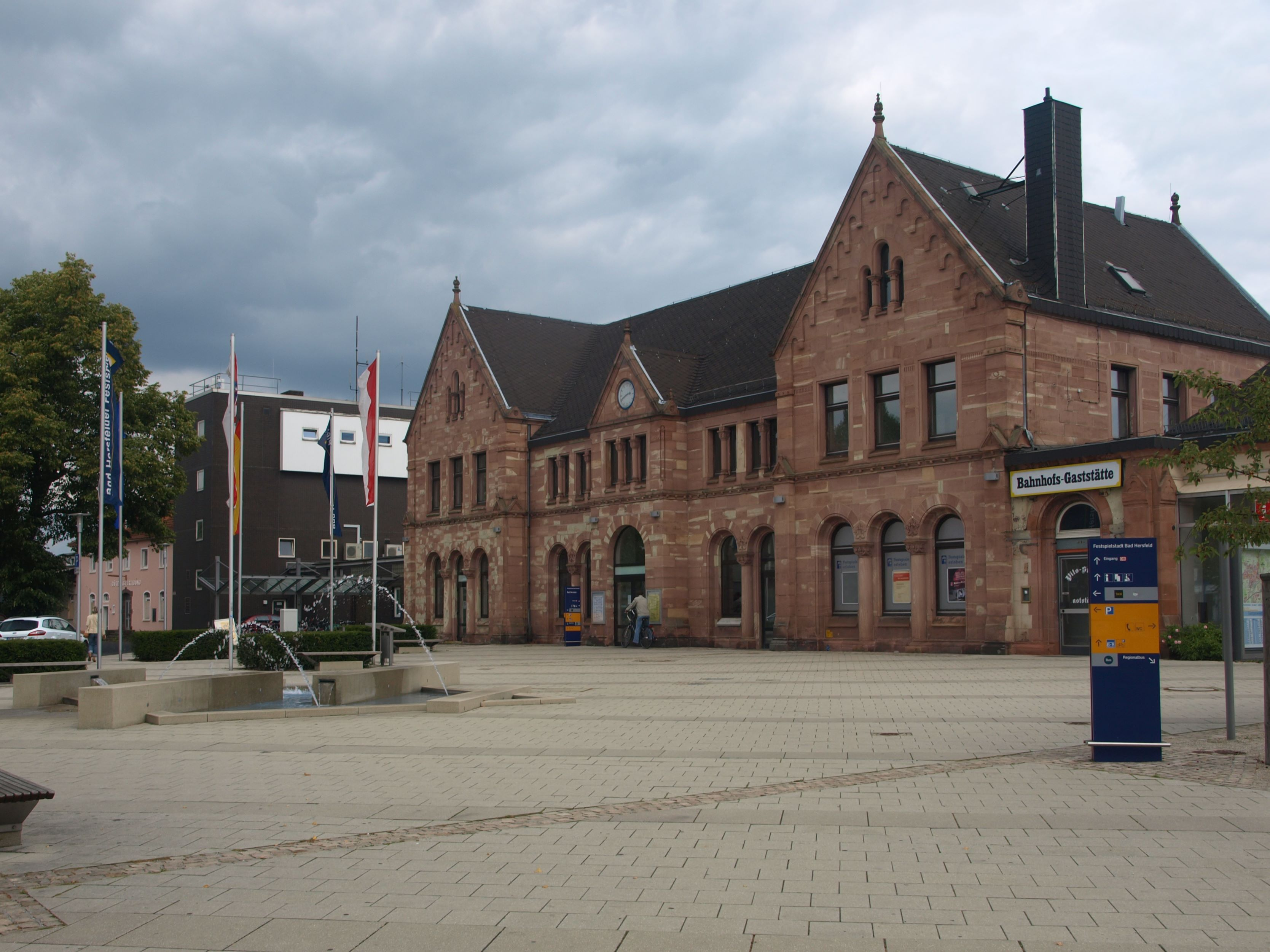
Bahnhofsvorplatz

Der Bahnhof von Bad Hersfeld liegt an der Bahnstrecke (Kassel–)Bebra–Fulda. Es besteht im Zwei-Stunden-Takt eine IC-/ICE-Verbindung von Frankfurt am Main Flughafen nach Dresden.
Der Regionalverkehr wird vom Nordhessischen Verkehrsverbund bestellt. Regionalzüge der Cantus Verkehrsgesellschaft fahren stündlich unter anderem nach Kassel und Fulda sowie vereinzelt nach Göttingen.
Südlich des Hersfelder Bahnhofs zweigt die Knüllwaldbahn ab. Der zuletzt noch auf dem Abschnitt Bad Hersfeld–Niederaula betriebene Personenverkehr wurde 1984 eingestellt, allerdings wird die Strecke noch im Güterverkehr genutzt. Die von der Hersfelder Eisenbahngesellschaft betriebene Hersfelder Kreisbahn von Bad Hersfeld nach Philippsthal wurde 1993 eingestellt, der Abschnitt bis Schenklengsfeld ist zu einem Radweg umgebaut worden.

### ÖPNV
Der Öffentliche Nahverkehr wird durch den Nordhessischen Verkehrsverbund (NVV) gewährleistet. Die sieben Stadtbuslinien sowie die Überlandlinien werden von RhönEnergie betrieben. Die Linie 300/100 nach Bad Salzungen (Thüringen) wird vom Verkehrsunternehmen Wartburgmobil betrieben. Alle Linien in die umliegenden Gemeinden sind am Bahnhof mit dem Schienenverkehr verknüpft. Die Stadtbuslinien treffen sich alle 30 Minuten an der zentralen Haltestelle in der Breitenstraße.

### Rad- und Wanderwege

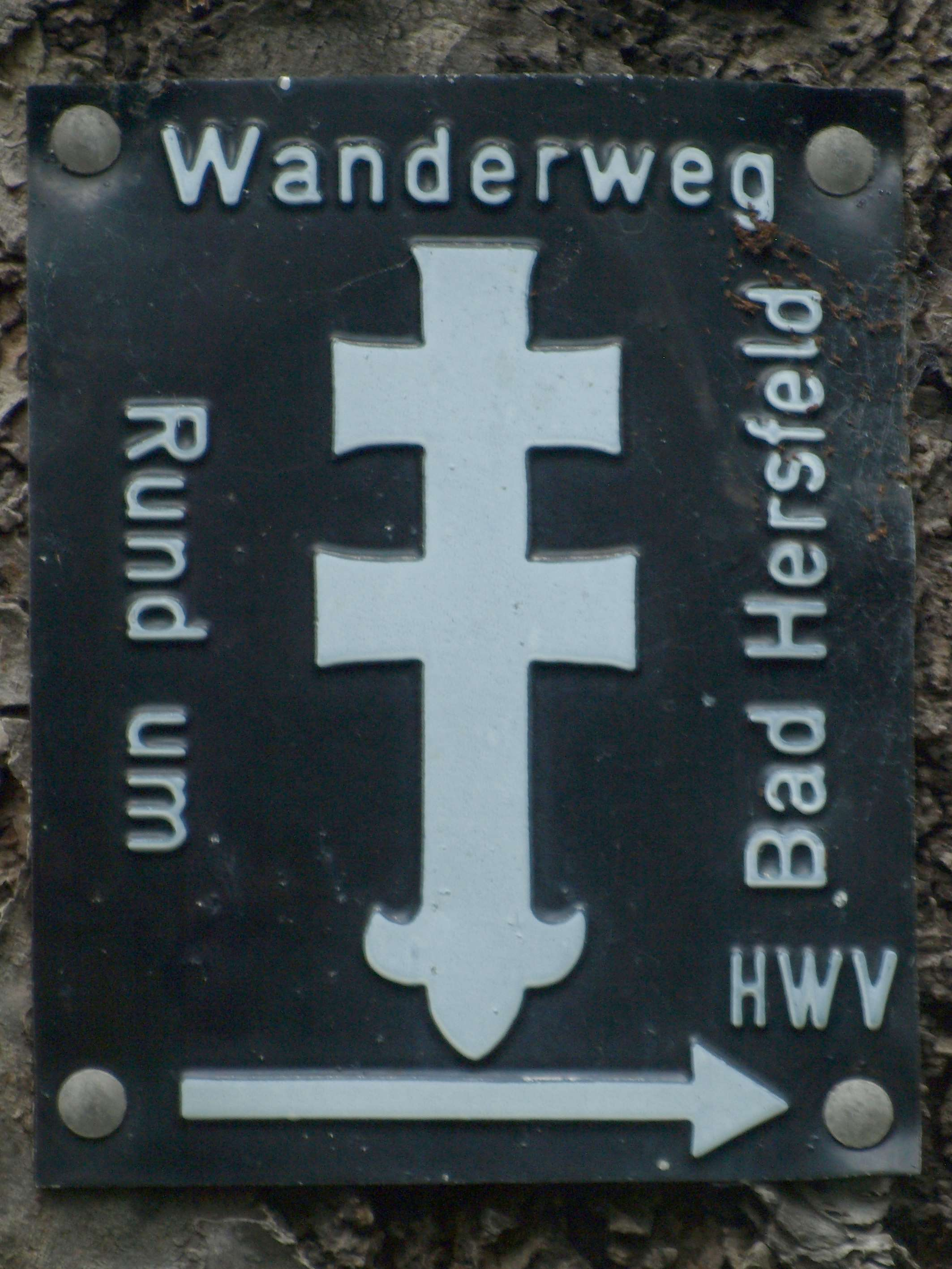
Markierung des „Großen Bad Hersfelder Wanderwegs“

Durch die Lage zwischen den Ausläufern von drei waldreichen Mittelgebirgen, dem Knüllgebirge, dem Seulingswald und der Rhön, gibt es ein gut ausgebautes Netz von Rad- und Wanderwegen. Neben kürzeren und längeren regionalen Wegen (z. B. dem Großen Bad Hersfelder Wanderweg, ein Rundweg durch alle Stadtteile, bei einer Länge von 52 Kilometer überwindet er eine Steigung von etwa 1110 Höhenmetern), sind hier insbesondere die Hessischen und Deutschen Radfernwege zu erwähnen. Im Einzelnen sind dies:
- Der Hessische Radfernweg R1 (Fulda-Radweg) führt über 250 km von den Höhen der Rhön entlang der Fulda bis Bad Karlshafen an der Weser.
- Der Hessische Radfernweg R7 (Von der Lahn zur Werra) führt über 215 km durch Lahntal, den Vogelsberg und das Fuldatal.
- Der Bahnradweg Hessen führt von Hanau auf ehemaligen Bahntrassen ca. 250 km durch den Vogelsberg und die Rhön und endet in Bad Hersfeld.
- Die D-Route 9 (Weser-Romantische Straße) führt von der Nordsee über Bremen, Kassel, Fulda und das Taubertal nach Füssen im Allgäu (1.197 km).

Überregionale Wanderwege sind der Wildbahn (X 3), der Lulluspfad (X 16), der Fuldahöhenweg (X 17), der Fuldatalweg (F 60) und die Kurze Hessen (+ 36). Viele dieser Wege werden neben der Stadt durch den Hersfelder Wanderverein, den Knüllgebirgsverein und den Rhönklub unterhalten.

### Flugverkehr
Der Flugplatz Johannesberg hat den Status eines Sonderlandeplatzes. Die etwa 671 Meter lange und 18 Meter breite, asphaltierte Landebahn ist in Nord-Süd-Richtung ausgerichtet. Der Flugplatz liegt auf dem Johannesberg in dem gleichnamigen Stadtteil, auf 284 m ü. NN.
Der Flugplatz wurde durch die US-Armee zwischen 1952 und 1953 angelegt und gehörte zur McPheeters-Kaserne im Stadtteil Hohe Luft. Er hieß US-Army-Airfield Werve-Thompson. Nachdem die US-Armee im Jahr 1993 abzog, wurde der Flugplatz vom Motor-Flieger-Club e. V. Bad Hersfeld übernommen.

## Kultur

### Musik
Jedes Jahr nach den Festspielen finden in der Stiftsruine die Bad Hersfelder Opernfestspiele statt. Bereits während der Festspielzeit veranstaltet der Arbeitskreis für Musik e. V. seit dem Jahr 1961 die Bad Hersfelder Festspielkonzerte in der Stiftsruine, der Stadthalle und im Johann-Sebastian-Bach-Haus. Des Weiteren finden in der Stadthalle und im Johann-Sebastian-Bach-Haus das ganze Jahr über Saisonkonzerte statt. Dazu gehören z. B. die Internationalen Bachtage in Hessen und Thüringen, in der jedes Jahr in der Karwoche und zu Ostern große Chorwerke und kammermusikalische Kostbarkeiten aufgeführt werden.
Des Weiteren findet jedes Jahr am ersten Juni-Wochenende das Jazz-Festival statt. Nationale und internationale Stars sowie auch Gruppen aus der Stadt selbst beleben mit Swing, Beats und Blues ein ganzes Wochenende lang von morgens bis spät in den Abend die Stadt. Seit vielen Jahren ist dieses Fest eine feste Größe im Jahresablauf und zieht aus allen Gegenden zahlreiche Besucher an.
Im Herbst findet das jährliche Cross-Music-Metal-Fest statt, bei dem zahlreiche Bands aus aller Welt aus dem Hardrock- und Metalbereich auftreten. Seit dem Jahr 2000 findet es im späten September oder Oktober statt und lockt Besucher aus ganz Europa an. Im Jahr 2008 wurde das Metalfest zum ersten Mal an zwei Tagen veranstaltet.

### Medien
Hier erscheint die Tageszeitung „Hersfelder Zeitung“ (gegründet 1763) und die wöchentlich zweimal erscheinende Gratis-Zeitung „Kreisanzeiger“ (erscheint seit 1980). Beide Blätter gehören seit 2002 zum Verlagskonzern von Dirk Ippen. Eine unabhängige Anzeigenzeitung, der „Klartext“, erschien vom August 2008 bis Ende 2012. Seit dem 1. Mai 2008 sendet das FantasticRadio Hersfeld aus der Stadt.

### Öffentliche Einrichtungen
Bad Hersfeld ist Verwaltungssitz des Landkreises Hersfeld-Rotenburg. In der Stadt gibt es das Amtsgericht Bad Hersfeld, 1923 bis 2011 bestand auch das Arbeitsgericht Bad Hersfeld. Es gibt Stadthalle, das Buchcafé (Träger: Verein für Kultur und Kommunikation e. V.) und die Konrad-Duden-Stadtbibliothek. 
Es gibt zwei öffentliche Bäder, das „Aqua Fit“ (Sport- und Familienbad) und die „Kurbad Therme“ (Wellnessbad) im Kurpark. Weiterhin gibt es das beheizte Freischwimmbad Geistalbad. 
Der innerstädtische Jahnpark wurde im Jahr 2000 eröffnet und ist Spiel-, Sport- und Begegnungsstätte mit Minigolfanlage, Volleyball- und Basketballfeld sowie zahlreichen weiteren Sport- und Erlebnisanlagen.
Kurbetrieb:

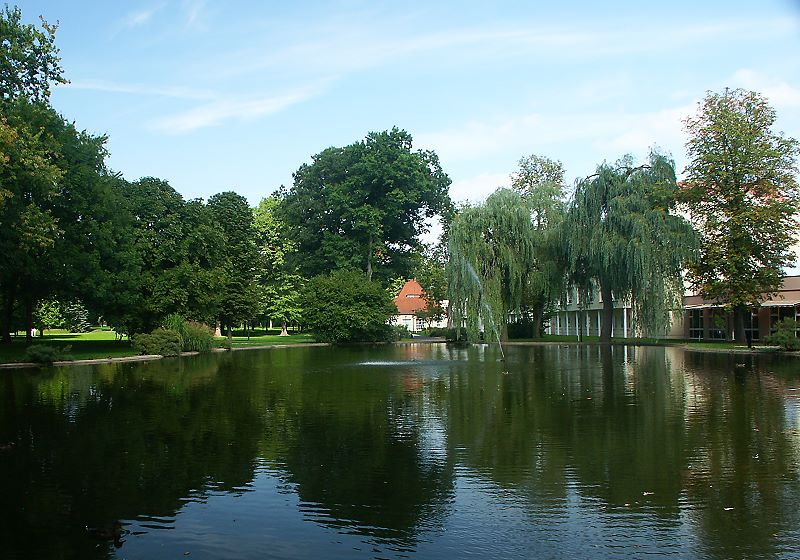
Kurpark von Bad Hersfeld

In Bad Hersfeld gibt es zwei Heilbrunnen. Der heutige Kurbetrieb begann mit der erneuten Erschließung der Lullusquelle 1904, die zwar seit 1518 urkundlich bekannt, aber bei einem Hochwasser im 17. Jahrhundert verschüttet worden war. Der Vitalisbrunnen wurde 1949 erbohrt, und die Stadt zum Heilbad „Bad Hersfeld“ erhoben; seit 1963 zählt Bad Hersfeld als „Hessisches Staatsbad“. Das Wasser ist stark glaubersalzhaltig. Bis 2006 wurde ein Mineralwasser unter dem Namen „Naturquellen Bad Hersfeld“ auch in Flaschen abgefüllt. 1997 wurde der Kurbetrieb privatisiert, jedoch im Vermögensverfall des Betreibers 2004 wieder in die Gemeindebewirtschaftung übernommen.
Der Kurbetrieb findet primär durch Trinkkuren und Badekuren statt, die bei Leber-, Galle-, Magen-, Darm- und Stoffwechselkrankheiten, bei psychosomatischen Erkrankungen, bei Erkrankungen des Bewegungs- und Stützapparates und bei Krankheiten des rheumatischen Formenkreises angewendet werden. Nachdem im Jahr 2005 die Privatisierung des Kurbetriebs gescheitert ist, hat die Stadt die Verwaltung wieder übernommen.
Jugend:
- In der Dippelstraße betreibt die Stadt ein Jugendzentrum.
- Der Stadtjugendring Bad Hersfeld  ist ein freiwilliger Zusammenschluss aus Jugendgruppen, Initiative, Vereinen und Verbänden der Stadt und setzt sich für die Belange junger Menschen ein.

### Bildung
In Bad Hersfeld gibt es drei Gesamtschulen. Dies sind die Gesamtschule Geistal, die Gesamtschule Obersberg und die Konrad-Duden-Schule. Die zuletzt genannte Schule wurde im Jahre 1570 vom Hersfelder Abt Michael als Klosterschule gegründet. Seit 1956 hieß sie „Alte Klosterschule“, Gymnasium für Jungen und altsprachliches Gymnasium. Am Ende der 60er Jahre erfolgte die Errichtung der Modellschule Obersberg (MSO) als reine Oberstufenschule. Der Abiturjahrgang 1974 durchlief als letzter ohne Verkursung nach dem alten System die Oberstufe. Das Zeugnis dieses Jahrgangs erhielt den Vermerk „Alte Klosterschule in der Modellschule Obersberg“. Damit war die Existenz der traditionsreichen „Alten Klosterschule“ beendet. Somit ist die K.-D.-Schule nur noch eine Gesamtschule. Von 1876 bis 1905 war Konrad Duden Direktor dieses damaligen Königlichen Gymnasiums zu Hersfeld, das 1980 zu seinen Ehren von Alte Klosterschule in Konrad-Duden-Schule umbenannt wurde.
Die Modellschule Obersberg bietet eine gymnasiale Oberstufe sowie eine kaufmännische Berufsschule. Die Schule für Erwachsene Osthessen bietet Lehrgänge zur Erlangung des Hauptschul- und des Realschulabschlusses sowie der Fachhochschulreife und der allgemeinen Hochschulreife an. Des Weiteren gibt es sechs Grundschulen. Dies sind die Ernst-von-Harnack-Schule, die Grundschule An der Sommerseite, die Grundschule Sorga, die Kolibri-Grundschule, die Linggschule und die Wilhelm-Neuhaus-Schule. Außerdem besteht eine Sonderschule, die Friedrich-Fröbel-Schule.
Weiterhin sind mit den Beruflichen Schulen des Landkreises Hersfeld-Rotenburg und der Modellschule Obersberg (kaufmännische Berufsschulen) zwei Berufsschulen in Bad Hersfeld angesiedelt. Zusätzlich bestehen das Berufsbildungszentrum Metall und das Bildungszentrum für Handel und Dienstleistung.
Weitere Aus- und Weiterbildungseinrichtungen sind eine Außenstelle der Technischen Hochschule Mittelhessen für den dualen Studiengang Betriebswirtschaft, Fachrichtung Logistikmanagement (StudiumPlus), die Abendschulen für Erwachsene, die Hochschule der Gesetzlichen Unfallversicherung, die Deutsche Angestellten-Akademie, die Evangelische Jugendbildungsstätte Frauenberg (in Trägerschaft der Evangelischen Kirche von Kurhessen-Waldeck), die Volkshochschule des Landkreises und die Musikschule des Landkreises Hersfeld-Rotenburg.

## Persönlichkeiten

### Ehrenbürger

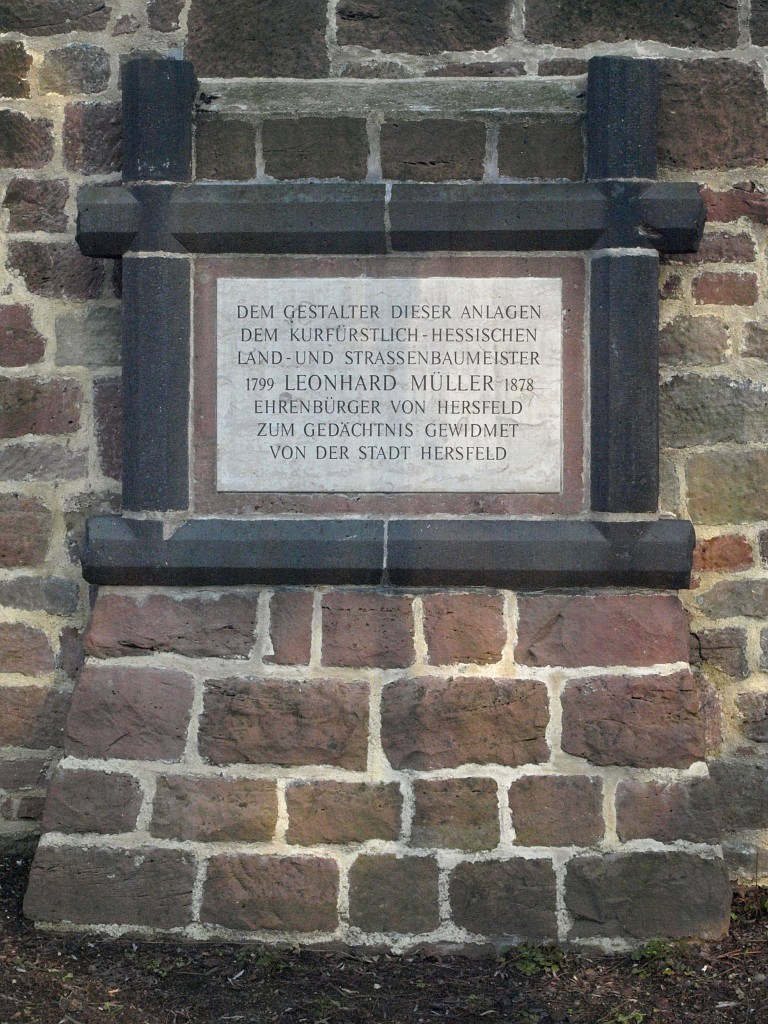
Leonhard-Müller-Denkmal an der Stadtmauer in der Leonhard-Müller-Anlage

- Philipp Hafner (* 8. Januar 1854; † 3. November 1937)

Oberstudienrat i. R., Geheimrat
Lehrer an der Alten Klosterschule, machte sich durch Veröffentlichungen über Stadt und Stift einen Namen.
Verleihung am 13. Dezember 1932
- Karl Hartert (* 23. Juli 1777 in Friedewald; † 1. November 1844 in Kirchhain)

Oberschultheiß (Bürgermeister) in Hersfeld und Landrat im Landkreis Hersfeld
Bewahrte Hersfeld vor der durch Napoleon angeordneten Zerstörung der Stadt
Verleihung am 24. Mai 1821
- Leonhard Müller (* 1799; † 1878),

Kurfürstlich-Hessischer Land- und Straßenbaumeister
Verleihung im Jahr 1834
Er unternahm erste Maßnahmen zur Erhaltung der Stiftsruine, entwarf die Luisenschule und viele weitere Bauten in der Stadt. 1998 wurde der Park entlang der Stadtmauer nach ihm benannt.
- Wilhelm Münscher (* 1795; † 1872),

Gymnasialdirektor in Hersfeld von 1832 bis 1867
Verleihung im Jahr 1857
- Carl Strauß (* 27. Juli 1857; † 4. April 1937),

Bürgermeister von Hersfeld zwischen 1896 und 1916
Verleihung im Jahr 1932
Strauß initiierte Anfang des 20. Jahrhunderts maßgeblich die Entwicklung der Stadt zu einem Kurbad
- Wilhelm Neuhaus (* 25. Dezember 1873; † 16. Dezember 1956),

Lehrer und Konrektor an der evangelischen Bürgerschule (ehemalige Nordschule, heute Fröbelschule) und später an der Südschule (sie trägt seit 1962 seinen Namen), Heimatforscher
Verleihung im Jahr 1948

### Söhne und Töchter der Stadt

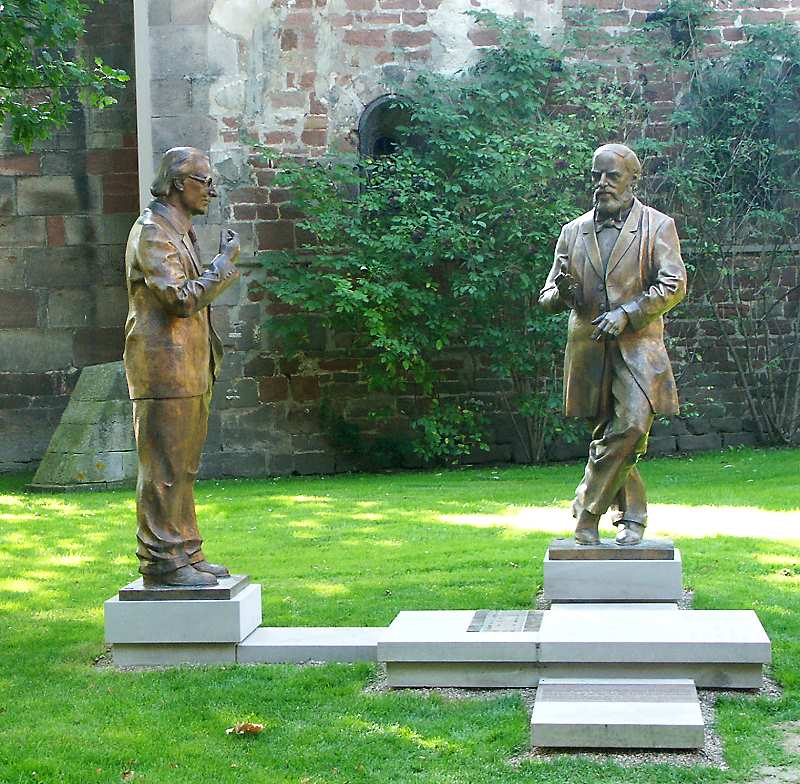
Standbild von Konrad Duden und Konrad Zuse im Stiftsbezirk

- Johannes Nuhn (1442–1523), Weltgeistlicher und hessischer Chronist
- Margarete Koch (um 1470 – 1537), Wanderpredigerin des Täufertums
- Friedrich Risner (um 1533 – 1580), Mathematiker
- Hermann Kirchner (1562–1620), Dichter, Rechtsgelehrter und Professor für Geschichte, Poetik und Rhetorik in Marburg
- Heinrich Gutberleth (1572–1635), Pädagoge
- Joachim Wiebel (1593/94–1653), Jurist, Professor in Tübingen und Advokat des Herzogtums Württemberg
- Theodor Christoph Krug von Nidda (1653–1719), Berghauptmann, Mediziner und Leibarzt des Großen Kurfürsten
- Johannes Koppen (1656–1718), Jurist und Bürgermeister von Kassel
- Georg von Schlitz (1724–1797), Erbmarschall im Hochstift Fulda
- Hans Georg Alexander Friedrich von Köller (1752–1820), Generallandschaftsdirektor der Pommerschen Landschaft
- Wilhelm von Bentheim (1768–1840), preußischer Generalmajor
- Johann Conrad Endemann (1793–1878), Präsident des Kasseler Obergerichtes
- Johann Bernhard Braun (1794–1843), Unternehmer und Mitglied der kurhessischen Ständeversammlung
- Carl Wolff (1799–1863), Kaufmann, Mitglied der kurhessischen Ständeversammlung
- Ludwig Vietor (1800–1859), Jurist, Mitglied der kurhessischen Ständeversammlung und des Vorparlaments
- Konrad Barthold Schimmelpfeng (1802–1869), Landgerichts-Prokurator und Bürgermeister
- Karl von Loßberg (1804–1885), kurhessischer Generalleutnant
- Wilhelm Schröder (1808–1842), Unternehmer und Mitglied der kurhessischen Ständeversammlung
- Carl Sunkel (1809–1864), Kaufmann und Mitglied der kurhessischen Ständeversammlung
- Peter Litzenbauer (1810–1883), Mitglied der kurhessischen Ständeversammlung
- Wilhelm Valentin Volckmar (1812–1887), Orgelvirtuose und Komponist
- Eduard Cöster (1814–1886), Obergerichtsanwalt und Vizepräsident der kurhessischen Ständeversammlung
- Albert Faber (1817–nach 1888), deutscher Verwaltungsbeamter und Politiker
- August J. Braun (1820–1879), Politiker, Reichstagsabgeordneter
- Georg Hermann Braun (1824–1885), Rittergutsbesitzer, Politiker, Reichstagsabgeordneter
- Heinrich Friedrich Ziegler (1826–1882), Unternehmer, Abgeordneter des Provinziallandtages der Provinz Hessen-Nassau
- Oscar Speyer (1827–1882), Geologe, Zoologe und Paläontologe
- Carl Vogel (1828–1897), Topograf und Kartograf
- Gustav Schimmelpfeng (1829–1900), Lehrer und Schulleiter
- Adolf Ulrich (1829–1911), Landrat des Kreises Saarbrücken
- Heinrich Müller (1831–1892), Apotheker und Abgeordneter des Provinziallandtages der Provinz Hessen-Nassau
- Karl Altmüller (1833–1880), Jurist und Dichter; ab 1871 Direktor der Murhardschen Bibliothek, Dichter des Hessenliedes: Ich weiß ein teuerwertes Land
- Carl Friedrich Müller (1833–1889), Architekt und Baubeamter
- Georg Wilhelm Braun (1834–1909), Bürgermeister und Abgeordneter des Provinziallandtages der Provinz Hessen-Nassau
- Christian Zickendraht (1837–unbekannt), Gutsbesitzer, Abgeordneter des Provinziallandtages der Provinz Hessen-Nassau
- Adolf Schimmelpfeng (1837–1923), kurhessischer Politiker und Minister
- Wilhelm Schimmelpfeng (1841–1913), Begründer der Auskunftei Schimmelpfennig
- Franz Heußner (1842–unbekannt), Architekt
- Heinrich Klenke (1844–vor 1927), Historien- und Porträtmaler
- Georg Berlit (1850–1916), Anglist und Gymnasiallehrer
- Fritz Rechberg (1868–1939), Unternehmer und Kommerzienrat
- Eberhard von Mantey (1869–1940), Vizeadmiral im Ersten Weltkrieg, Leiter des Marinearchivs, Marinehistoriker und maritimer Publizist
- Adolf Oesterheld (1872–1951), Unternehmer, Gründer der Fulgurit-Werke Luthe
- Fritz Rehn (1874–1934),  Jurist, Richter und erster Präsident des Volksgerichtshofs
- Arnold Rechberg (1879–1947), Miteigentümer, Bildhauer und Politiker

- Jakob Göbel (1887–1979), Politiker und Abgeordneter des Hessischen Landtags
- Jean Groeniger (1888–1946), Landrat und Abgeordneter des Provinziallandtages der Provinz Hessen-Nassau
- Ewald Huth (1890–1944), Chordirektor, Organist, Widerstandskämpfer
- Georg August Moeller (1898–1945), Kaufmann, Major, Retter der Stadt Bad Hersfeld vor der Zerstörung durch amerikanische Truppen am 31. März 1945, verstorben am 21. Oktober 1945 in amerikanischer Kriegsgefangenschaft, beigesetzt in Noyers-Pont-Maugis, Frankreich.
- Lisa Schmidt (1893–1969), Autorin, Empfängerin von Rilkes Briefen an eine junge Frau, veröffentlichte auch ihre eigenen Briefe an Rilke, verheiratet mit dem Maler und Grafiker Wilhelm Heise
- Eduard Altenburg (1894–1943), Politiker (NSDAP), Mitglied des Reichstags
- Gustav André (1900–1989), Kunsthistoriker, Bauhistoriker und beamteter Denkmalpfleger
- Paul Zapp (1904–1999), SS-Obersturmbannführer und Kriegsverbrecher
- Franz Rös (1920–2011), Generalmajor der Nationalen Volksarmee
- Reinhold Freudenstein (1931–2015), Anglist, Fremdsprachendidaktiker und Hochschullehrer
- Fritz Peter Schäfer (1931–2011), Physiker und Professor für Laserphysik
- Fritz Gesing (* 1945), Schriftsteller
- C. Wolfgang Vogel (* 1946), Verwaltungsjurist
- Detlef Altenburg (1947–2016), Musikwissenschaftler
- Wolfram Bublitz (* 1947), Anglist, Sprachwissenschaftler und Hochschullehrer
- Wolfgang Moser (* 1948), Diplomat, Botschafter der Bundesrepublik Deutschland
- Helwig Schmidt-Glintzer (* 1948), Sinologe und Hochschullehrer
- Reinhard Schmidt-Rost (* 1949), evangelischer Pfarrer, Psychologe und Hochschullehrer für Praktische Theologie an der Rheinischen Friedrich-Wilhelms-Universität Bonn
- Margit E. Oswald (* 1949), Sozialpsychologin und Professorin an der Universität Bern
- Erich Hertel (* 1949), Geistlicher und 2006–2014 Bischof der Evangelisch-Lutherischen Kirche in Namibia (DELK)
- Helmut Balzert (* 1950), Inhaber des Lehrstuhls für Software-Technik in der Fakultät für Elektrotechnik und Informationstechnik an der Ruhr-Universität Bochum
- Heinrich Fischer (* 1951), Brigadegeneral der Bundeswehr
- Friedrich Georg Knapp (1951–2024), Unternehmer und Alleininhaber der Jugendmode-Kette New Yorker
- Hermann Funk (* 1953), Germanist
- Thomas Phleps (1955–2017), Gitarrist und Musikwissenschaftler
- Elmar Kulke (* 1958), Geograph
- Marjana Schott (* 1958), hessische Landtagsabgeordnete (Die Linke)
- Friederike Herrmann (* 1960), Medienwissenschaftlerin und Professorin an der Hochschule Darmstadt
- Holger Ehling (* 1961), Journalist und Autor
- Verena Koch (* 1961), Theaterschauspielerin und -regisseurin
- Sabine Kurtz (* 1961), Politikerin (CDU), Landtagsabgeordnete
- Klaus Müller (* 1961), Schauspieler, Autor und Illustrator
- Kai Johnsson (* 1963), Chemiker
- Jörg Sauer (* 1963), Verwaltungswirt und Kommunalpolitiker (SPD)
- Thomas Hentschel (* 1964), Politiker, Abgeordneter im Landtag von Baden-Württemberg
- Werner L. Maier (* 1966), Rechtsanwalt und Präsident der Munich Cowboys
- Ferdy Doernberg (* 1967), Sänger, Songwriter, Keyboarder und Gitarrist
- Markus Ries (* 1971), Kinderarzt, Wissenschaftler, Hochschullehrer und Sanitätsoffizier
- Markus Appel (* 1973), Psychologe, Medienforscher und Autor
- Dirk Müller (* 1973), Radrennfahrer, 2006 Deutscher Straßenmeister
- Melanie Weber-Moritz (* 1973), Verbandsfunktionärin
- Daniel Mohr (* 1976), Künstler, Maler
- Mirko Reeh (* 1976), Koch
- Mike Hairston (* 1977), Handballspieler
- Peter Becker (* 1979), Schauspieler
- Florian Grafl (* 1982), Schachspieler
- Samia Dauenhauer (* 1984), Schauspielerin
- Sebastian Gleim (* 1984), Basketballtrainer
- Sheila Gaff (* 1989), Kampfsportlerin
- Philipp Stuckhardt (* 1991), Leichtathlet
- Shkodran Mustafi (* 1992), Fußballspieler (Weltmeister 2014)
- Alexander Prokopenko (* 2002), Fußballspieler

### Persönlichkeiten, die in der Stadt gewirkt haben
- Lullus (* um 710; † 786), erster regulärer Erzbischof von Mainz und erster Abt des Klosters Hersfeld
- Lampert von Hersfeld (* vor 1028; † vor 1085), Geschichtsschreiber und Abt
- Johann Baptist Lingg von Linggenfeld (1765–1842), Generalleutnant, „Verteidiger von Hersfeld“
- Konrad Duden (1829–1911), von 1876 bis 1905 Direktor des königlichen Hersfelder Gymnasiums
- Wilhelm Engelhardt (1834–1895), Brauer und Stadtrat in Hersfeld
- Benno Schilde (1849–1911), Erfinder und Gründer des Maschinenbau-Unternehmens Schilde AG
- Michael Schnabrich (1880–1939), Stadtverordneter und Reichstagsabgeordneter für Hersfeld von 1924 bis 1933, wurde von den Nazis im KZ Sachsenhausen ermordet
- Max Becker (1888–1960), Politiker und einer der Initiatoren der Bad Hersfelder Festspiele
- Johannes Klein (1897–1976), Gründer der Bad Hersfelder Festspiele und deren erster Intendant
- Konrad Zuse (1910–1995), Ingenieur und Computerpionier; verlegte seinen Firmensitz 1957 nach Bad Hersfeld
- Hans Arens (1911–2003), war Sprachwissenschaftler und Gymnasiallehrer an der Alten Klosterschule.[66]
- Burkard Krug (1930–2006); war ein evangelischer Theologieprofessor und langjähriger Pfarrer an der Stadtkirche in Bad Hersfeld
- Siegfried Heinrich (1935–2023), gestaltete 1961–2015 maßgeblich die Opernfestspiele und Festspielkonzerte und initiierte den Bau des Johann-Sebastian-Bach-Hauses
- Reinhold Stanitzek (1939–2011), Jurist und Politiker (CDU), MdL und Stadtverordnetenvorsteher
- Dieter Wedel (1942–2022), Intendant der Bad Hersfelder Festspiele in den Jahren 2015 bis 2018
- Eckhard Weise (* 1949), Pädagoge und Schriftsteller
- Manfred Gruber (* 1951), Maler, Grafiker und Bühnenbildner, war von 1978 bis 1987/1988 Ausstattungsleiter und Chefbühnenbildner bei den Bad Hersfelder Festspielen
- Reinhard Dittel (1956–2021), Physiotherapeut, Sachbuchautor und Verleger
- Uwe Bein (* 1960), Fußballspieler, Fußballweltmeister 1990; heute tätig in seiner Fußballschule und beim SVA Bad Hersfeld, im Jahre 2005 Manager bei Kickers Offenbach